# Provincia de Carchi
Carchi es una de las veinticuatro provincias que conforman la República del Ecuador, situada en el norte del país, en la zona geográfica conocida como región interandina o sierra, principalmente sobre el nudo de los Pastos al noreste, la hoya de Chota en el sur y en los flancos externos de la cordillera occidental en el oeste. Su capital es la ciudad de Tulcán, la cual además es su urbe más grande y poblada. Ocupa un territorio de unos 3780,45 km², siendo la quinta provincia del país más pequeña por extensión, detrás de Cañar, Tungurahua, Santa Elena y Santo Domingo de los Tsáchilas. Limita al sur con Imbabura, por el occidente con Esmeraldas, al este con Sucumbíos y por el norte con el departamento de Nariño, perteneciente a Colombia.
En el territorio carchense, habitan 172 828 personas, según el último censo (2022), siendo la quinta provincia menos poblada del país, detrás de Galápagos, Zamora Chinchipe, Pastaza y Napo; y la menos poblada de la región interandina. La provincia de Carchi está constituida por seis cantones, con sus respectivas parroquias urbanas y rurales. Según el último ordenamiento territorial, la provincia de Carchi pertenecerá a una región comprendida también por las provincias de Imbabura, Esmeraldas y Sucumbíos, aunque no esté oficialmente conformada, denominada Norte.
El puente internacional de Rumichaca es principal puerta que une comercial y turísticamente a Ecuador con Colombia. Sus aduanas registran un fuerte intercambio: carros recién ensamblados, productos agrícolas y ropa van y vienen durante los 365 días del año. En la provincia, el comercio es aún intenso, especialmente los días jueves y domingos, considerados de feria. En lo que respecta a la agricultura, es una de las principales actividades que genera recursos para los habitantes carchenses. Entre los productos que mejor se cultivan, están la papa (generan el 40 % de la provisión nacional del tubérculo), fréjol, arveja, maíz, trigo, cebada, avena, haba; al noroccidente yuca, plátano, banano y frutas tropicales.
Tuvo distintos períodos migratorios provenientes de la serranía como los pastos. Más adelante, fue conquistada por los incas al mando de Huayna Cápac. Los primeros exploradores de la región cercana a Pasto fueron Juan de Ampudia y Pedro de Añasco, comisionados por Sebastián de Belalcázar en 1535, quien a su vez recorrió el territorio en 1536. Después de la guerra independentista y la anexión de Ecuador a la Gran Colombia, se crea la provincia de Imbabura, el 25 de junio de 1824, en la que dentro de sus límites se encuentra el actual territorio carchense. El 19 de noviembre de 1880, se crea la decimotercera provincia del país, la provincia de Veintemilla, que posteriormente cambiaría su nombre a Carchi.

## Toponimia
La provincia tomó en nombre del río Carchi y etimológicamente, según Isaac Acosta, la palabra Carchi proviene del idioma chaima caribe y quiere decir "al otro lado".
Según otro autor, Amílcar Tapia Tamayo, señala que el vocablo es de origen chibcha y que "car" es igual a límite, control, franja que separa posesiones, y "chi" es igual a agua, por lo que Carchi equivaldría a límite de agua.

## Historia

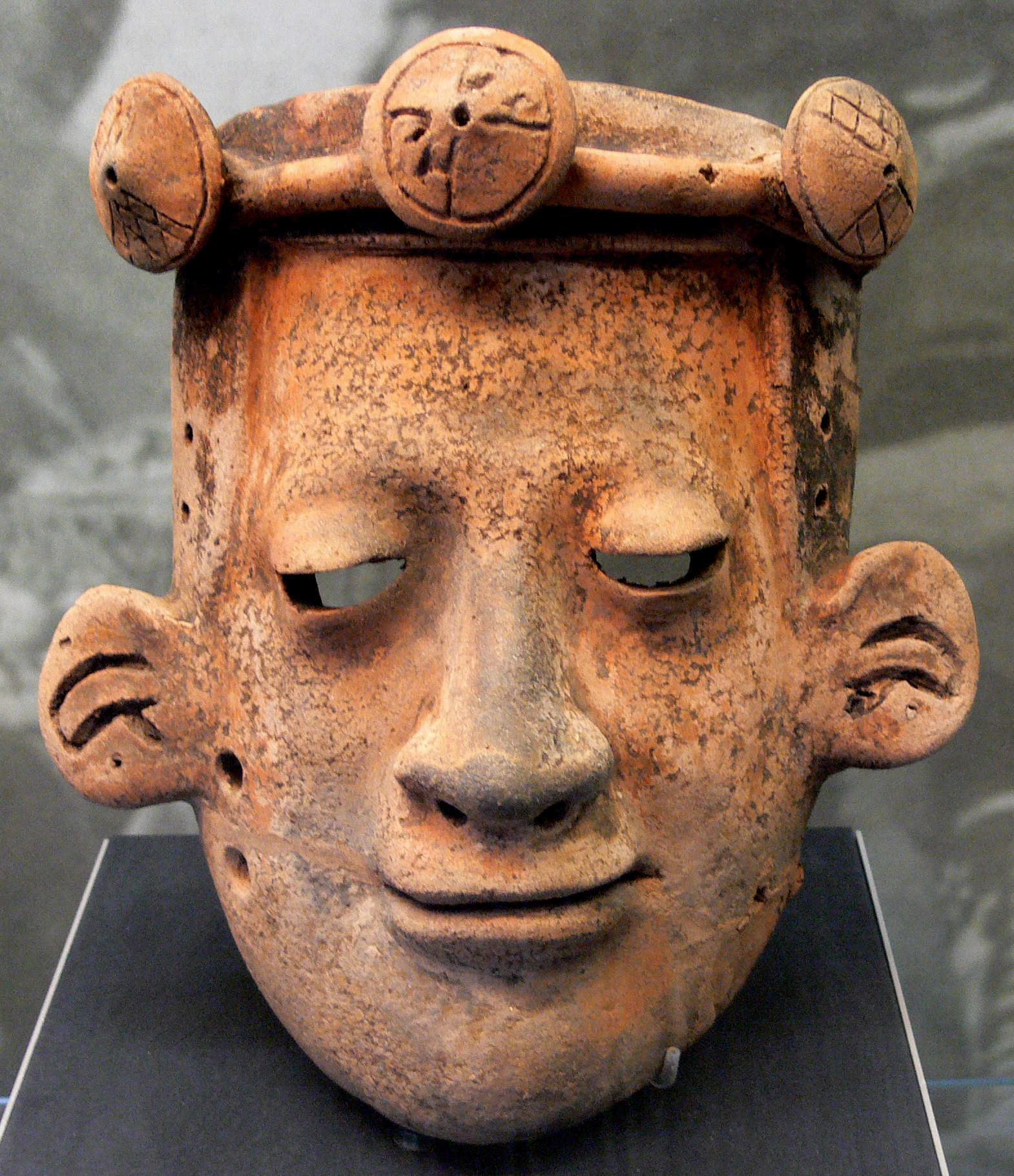
Máscara de arcilla encontrada en Carchi. 700-1480 d. C.

Los territorios de esta provincia estuvieron poblados en época prehispánica por comunidades indígenas a las que los incas llamaron con el nombre de Quillasingas -palabra de origen quichua que quiere decir “Nariz de luna”- con la que se designa a quienes -a modo de adorno- llevan colgado de la nariz un pendiente en forma de media luna. Por otro lado, se afirma que el pueblo carchense proviene de cuatro culturas: Cayapas, de la región de Esmeraldas; Pastos y Quillasingas, del sur de Colombia, y caribes provenientes de la amazonía.
El 15 de abril de 1814, en las inmediaciones de la población de Puntal (hoy Bolívar) el capitán español Pedro Galup ordenó el fusilamiento de los patriotas Esteban y Antonio Baca, Alejandro Ruano, Cecilio Arciniegas, Leandro Campiño, José María Pava y otros más, por haber sido descubiertos en actividades independentistas.
Actualmente el grupo étnico nativo es el pueblo Awá, quienes se han visto incrementados debido a los refugiados provenientes de Colombia, debido al actual conflicto con el narcotráfico.
En los primeros años de la República estos territorios integraron el cantón Tulcán, como parte de la provincia de Imbabura hasta el 19 de noviembre de 1880 cuando el General Ignacio de Veintemilla decretó su provincialización con el nombre de provincia de Veintemilla. En 1884, la Ley de División Territorial del 23 de abril de 1884, expedida durante el gobierno del Dr. José María Plácido Caamaño, le dio el nombre de su río principal, el Carchi.

## Geografía

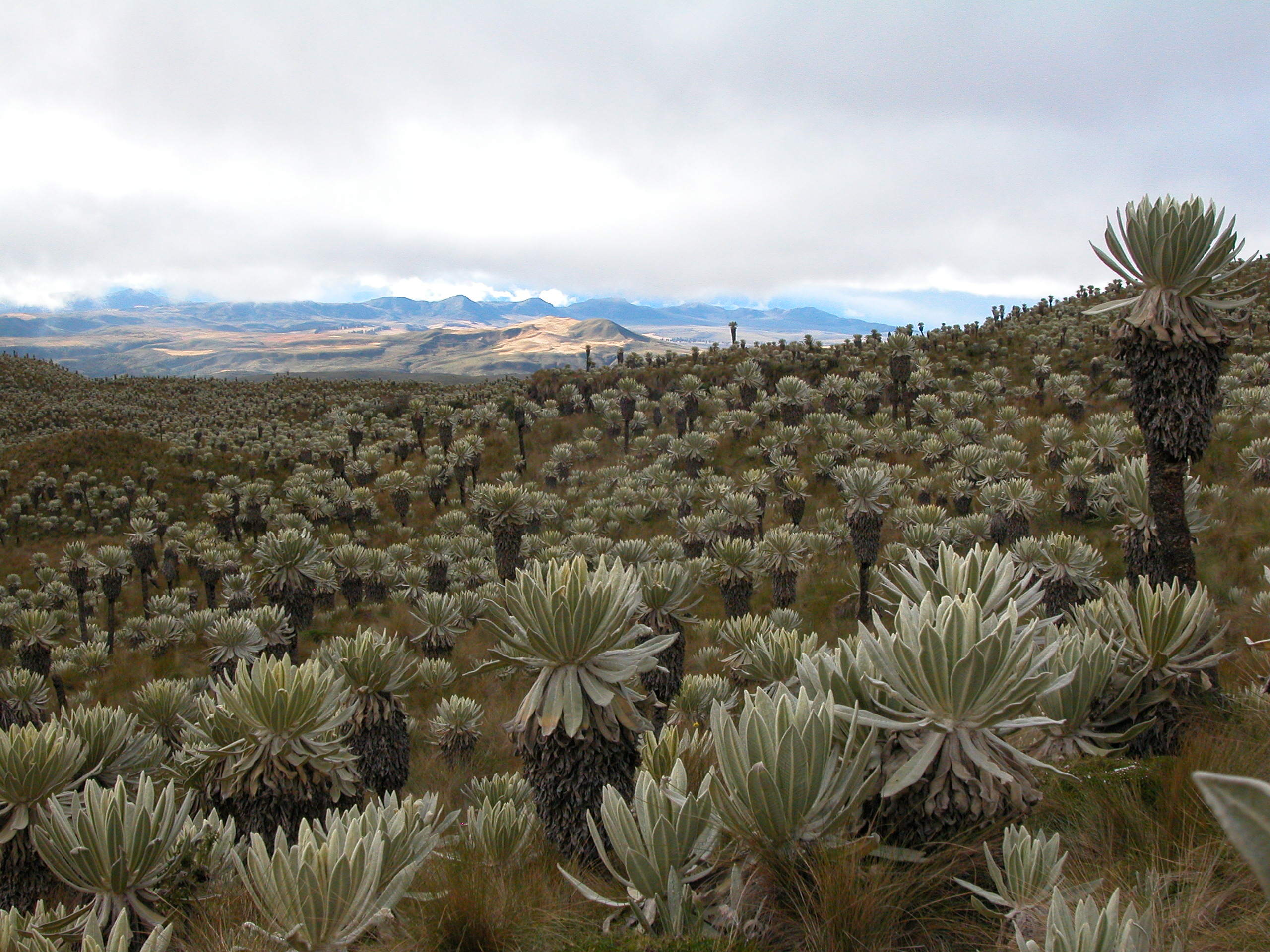
Páramo de frailejones en la Reserva ecológica El Ángel.

### Límites
Al norte, los ríos Carchi y San Juan le sirven de frontera con Colombia, al sur limita con la provincia de Imbabura, al este con la provincia de Sucumbíos, y a occidente con la provincia de Esmeraldas.

### Clima
La provincia posee varios pisos climáticos, puesto que su territorio se encuentra desde los 1.000 m s. n. m., con temperaturas de hasta 27 °C en el subtrópico fronterizo con la provincia de Esmeraldas, hasta las nieves perpetuas de la cima del volcán Chiles a una altitud de 4.723 m s. n. m. y con temperaturas inferiores a los 0 °C.

### Topografía
Está atravesada por la cordillera de los Andes, por lo cual esta región es predominantemente montañosa. La mayor altura de la provincia se encuentra en el Volcán de Chiles (4.747 m). 
Se destaca además en el centro de la provincia el Páramo de El Ángel, del cual surgen los principales ríos de la provincia. 
El relieve se muestra en forma de altas tierras o altiplanos y una gran depresión con dos hoyas, que forman un amplio valle en el sureste de la provincia y que se continua por tierras colombianas. Esta depresión aparece como la principal zona de asentamiento urbano y canalización de las comunicaciones. Allí se asienta su capital, Tulcán, y otras localidades menores como San Gabriel, El Ángel, Bolívar, Huaca y por ella discurre la carretera Panamericana. 

### Hidrología
Los ríos de la provincia se dividen en dos cuencas claramente marcadas: la del río Carchi hacia el noreste y la del río Chota o Mira hacia el sur y sudoeste, siendo esta última más grande y amplia que la del Carchi.
Las tierras del altiplano están cortadas por los cursos fluviales: Río San Juan (norte) y Río Mira (sur); por el este, el gran macizo que culmina en el cerro Pelado (4149 m), se levanta sobre la hoya del río Chota. Las hoyas del río Chota en el sur, con sus afluentes río del Ángel y Apaqui y del río Bobo en el norte, se cierran por el este con una cordillera cuyo punto culminante es el cerro Mirador (4086 m).

## Gobierno y política

### Política

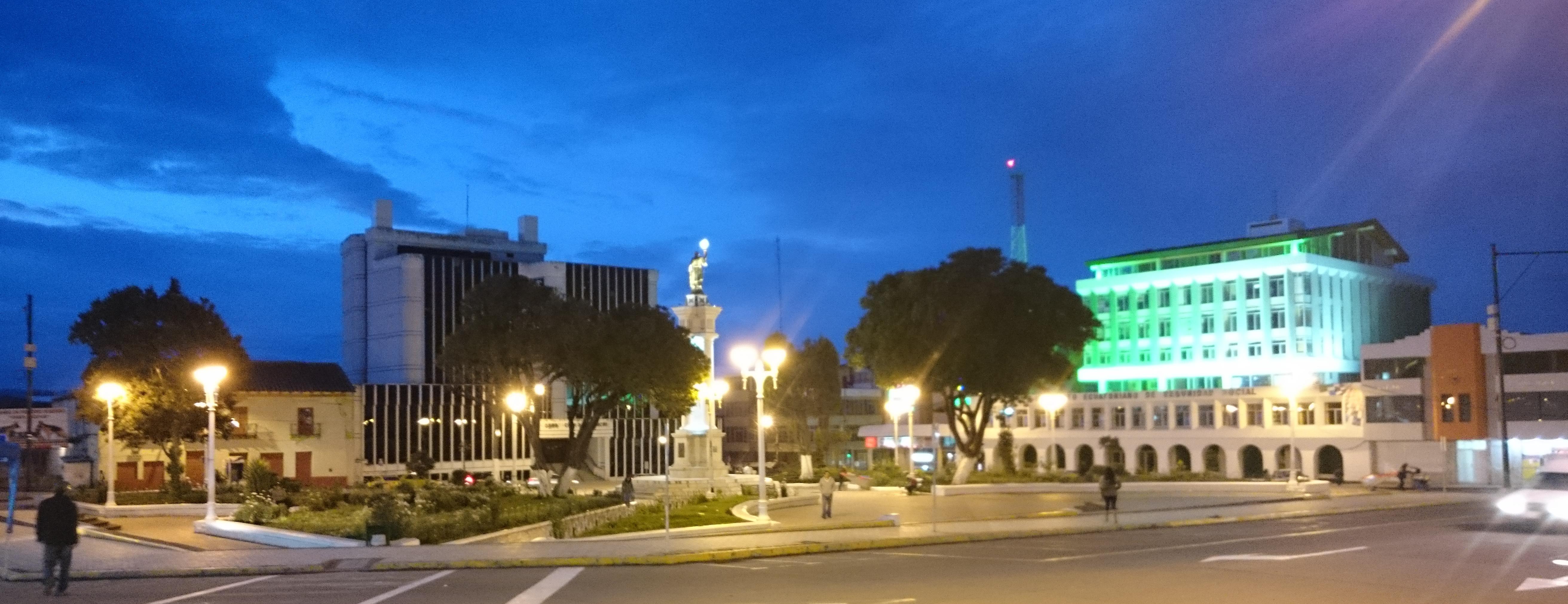
Parque central de Tulcán, sede de los gobiernos local, provincial y nacional

La estructura política de Carchi está conformada por el Gobierno Autónomo Descentralizado Provincial denominado comúnmente como «Prefectura», la cual es una persona jurídica de derecho público que goza de autonomía política, administrativa y financiera, y ejerce las funciones ejecutivas, legislativas y de fiscalización dentro de la circunscripción territorial de la provincia. La sede de este gobierno seccional está en la ciudad de Tulcán, en calidad de capital provincial.
El gobierno provincial está conformada por un prefecto, un viceprefecto y el consejo provincial. El prefecto es la máxima autoridad y representante legal de la función ejecutiva dentro de la provincia y es elegido en binomio junto al viceprefecto por votación popular en las urnas. El consejo provincial es el órgano de legislación y fiscalización del gobierno provincial, y está integrado por el prefecto -quien lo preside con voto dirimente-, el viceprefecto, los alcaldes de los seis cantones carchenses, y representantes de los gobiernos de las 26 parroquias rurales. En la actualidad el cargo de prefecto lo ejerce Julio Robles, elegido para el periodo 2023 - 2027.
Paralelo al Gobierno Autónomo Descentralizado Provincial de Carchi, el poder ejecutivo del presidente de la República está representado en la provincia por el gobernador. El cargo de gobernador es ocupado por un individuo designado por el presidente de la República, y puede durar en sus funciones indefinidamente mientras así lo decida el primer mandatario del país. Actualmente, la gobernadora de la provincia es Brígida Lucía Pozo.

### División administrativa

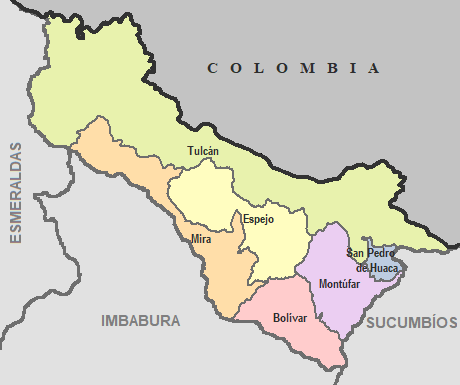
Dision político administrativa de la provincia de Carchi

Carchi está dividido en seis cantones, que a su vez están conformados por parroquias urbanas y rurales. Cada uno de los cantones son administrados a través de una municipalidad y un consejo cantonal, los cuales son elegidos por la población de sus respectivos cantones. La responsabilidad de estos cantones es realizar el mantenimiento de carreteras, administrar los presupuestos del gobierno del estado para programas de asistencia social y económica, y administrar, infraestructuras tales como parques y sistemas de saneamiento básico.
|                   | Cantón             | Población (2022) | Área (km²) | Cabecera cantonal | Población (2022) |
| ----------------- | ------------------ | ---------------- | ---------- | ----------------- | ---------------- |
|                   | Bolívar            | 15 677           | 353        | Bolívar           | 3377             |
|                   | Espejo             | 14 522           | 554        | El Ángel          | 5181             |
|                   | Mira               | 12 727           | 588        | Mira              | 3691             |
|                   | Montúfar           | 29 590           | 383        | San Gabriel       | 14 497           |
|                   | San Pedro de Huaca | 7937             | 71         | Huaca             | 4492             |
| Bandera de Tulcán | Tulcán             | 92 375           | 1801       | Tulcán            | 56 719           |

## Economía

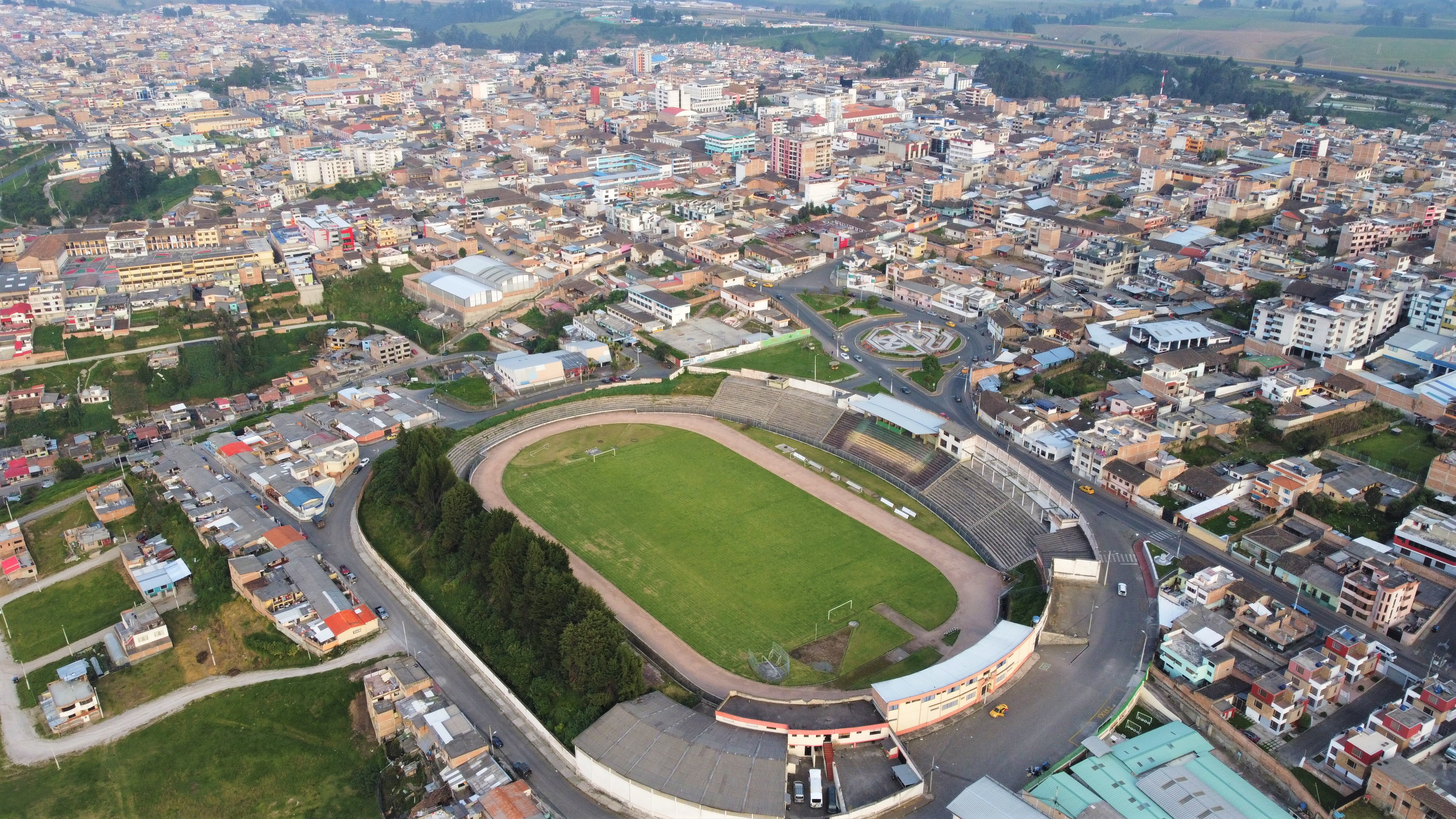
Vista aérea del centro de Tulcán, capital provincial.

La economía carchense se basa principalmente en el comercio; debido a su situación fronteriza con Colombia, esta provincia es la tercera generando rentas por importaciones y exportaciones para el país, luego de Guayas y Pichincha. Las industrias lácteas ocupan otro lugar importante en la economía, pues no solo distribuyen su producción a nivel local sino regional. La agricultura pasó a un segundo plano, pues el exceso de producción de papa genera grandes pérdidas en los productores del tubérculo; sin embargo se cultivan otros productos como arveja, maíz, fréjol, zanahoria, entre otros que ayudan a la economía de los pequeños y medianos agricultores.
Un considerable porcentaje de la población se dedica al comercio formal e informal, mientras que una mínima parte de la economía gira en torno a los servicios. El transporte pesado es una actividad predominante en Carchi. La flota aumentó de 450 a 800 unidades en cuatro años.
En Tulcán se abrieron a mediados del 2007, 600 locales más para comercializar de todo, según el SRI. 2000 socios están afiliados a la Cámara de Comercio de Tulcán.
La agricultura principalmente se destaca en las tierras altas con productos como: maíz, avena, cebada, trigo; pero desde hace unas décadas, en las zonas más bajas, cálidas y abrigadas, se está empezando a cultivar cada vez en mayores cantidades: café, caña de azúcar y una gran variedad frutícola. La agricultura se acompaña con una ganadería vacuna y lanar. Sobre estas bases hay algunas industrias agroalimentarias y textiles.  Dentro de esta provincia se elaboran artesanías de madera, para ser más específicos dentro del cantón Montúfar. Dentro de las zonas ganaderas se destacan los cantones de Montúfar y Espejo.

## Comunicaciones y transporte

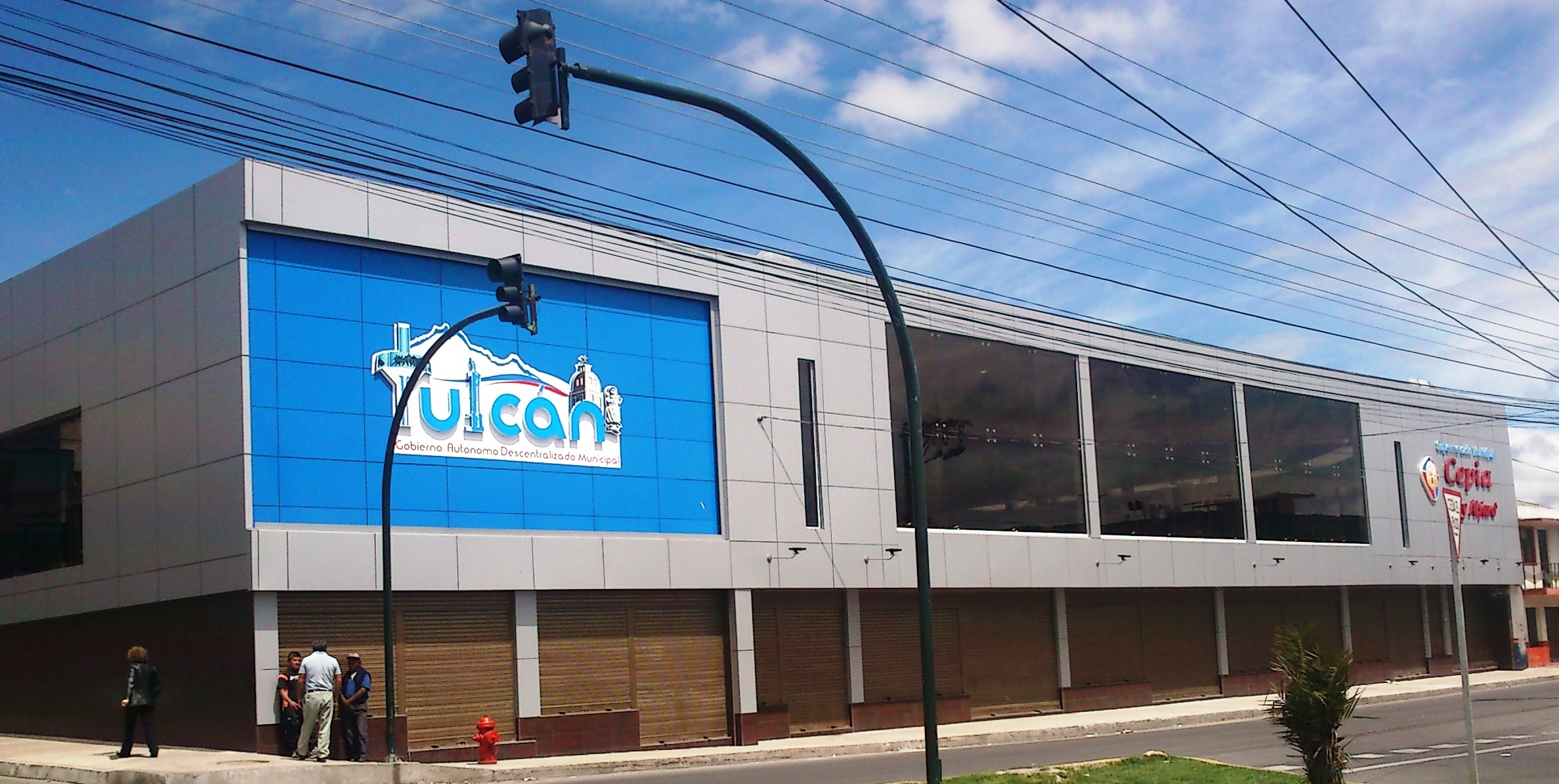
Mercado Eloy Alfaro, ubicado al norte de Tulcán.

La provincia del Carchi está conectada con el resto del país y con el sur de Colombia a través de la carretera Panamericana,vía asfaltada que se encuentra en óptimas condiciones, la cual a través de sus dos ramales comunica a sus principales ciudades entre sí; además cuenta con una aceptable red de caminos vecinales en el centro – este de la provincia. Se conecta también con la provincia amazónica de Sucumbíos a través de una carretera de segundo orden. El sistema de transporte público de pasajeros se realiza mediante cooperativas de buses interprovinciales que conectan la provincia con el resto del país. El servicio de buses urbanos únicamente existe en Tulcán. 
Existen servicio de taxis para servicio individual, y de furgonetas y taxis colectivos para viajar entre las principales ciudades de la provincia y desde Tulcán hasta la frontera con Colombia. 
El servicio interparroquial está cubierto de una manera modesta por unas dos cooperativas de buses y unas siete cooperativas de jeeps y furgonetas.
No existen empresas dedicadas exclusivamente al transporte turístico; para este fin se utilizan buses, furgonetas y taxis de las diferentes cooperativas de las ciudades.
En la ciudad de Tulcán, capital de la provincia, existe un aeropuerto, el cual conecta a la región. Antes lo hacía a través de vuelos regulares de la extinta compañía TAME, con Quito y con Cali, Colombia.

## Servicios públicos

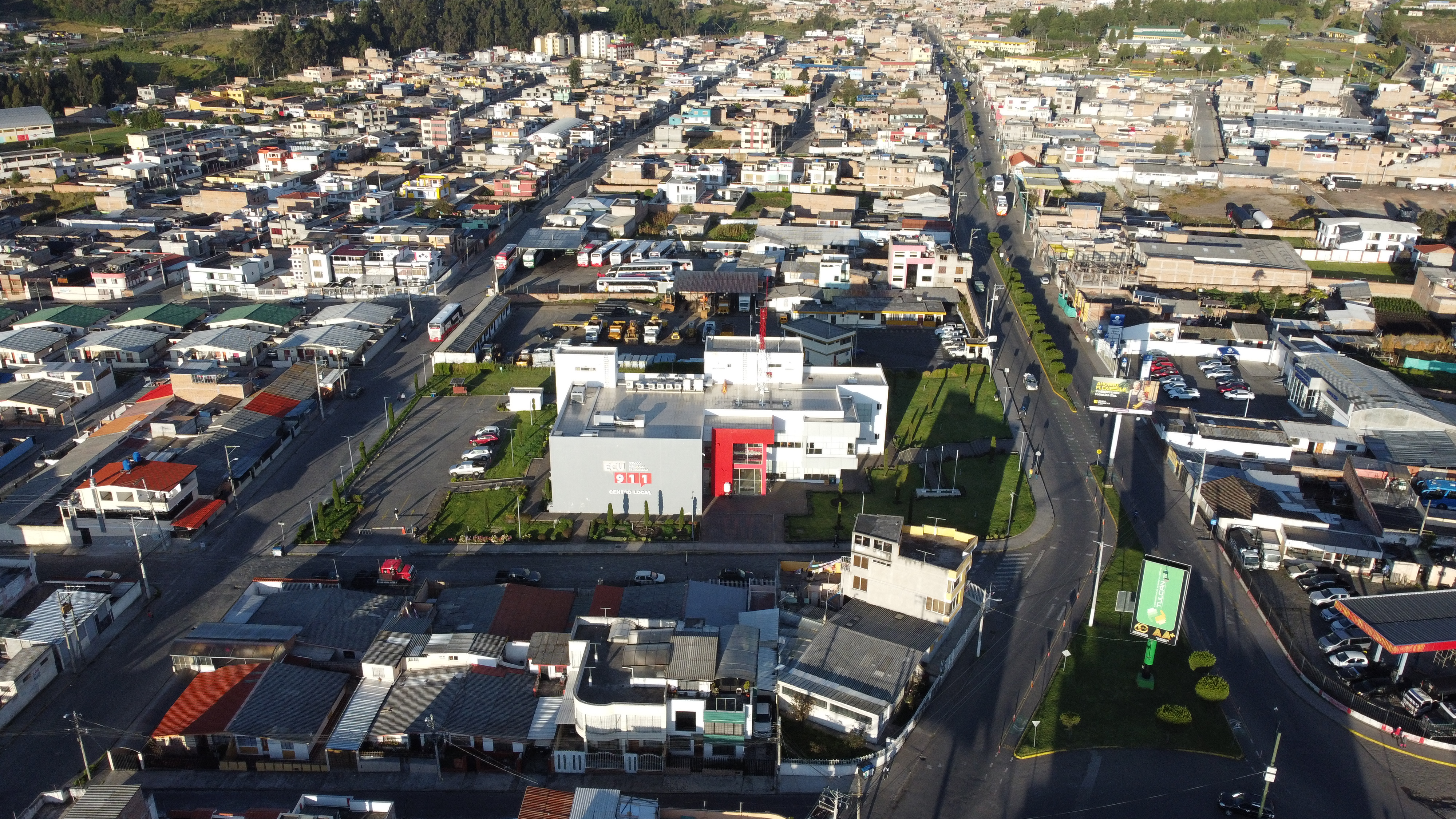
Centro local para la coordinación de seguridad ECU-911 en la ciudad de Tulcán

Las principales ciudades e incluso algunas parroquias de la provincia cuentan con un aceptable índice de instalación de redes de energía eléctrica, de telefonía, sanitarias y de agua potable. 

### Servicios bancarios
Las ciudades principales acaparan los servicios financieros y de comercio en general: en la capital provincial se encuentran sucursales bancarias de alcance nacional y algunas cooperativas de ahorro y crédito locales y regionales. 

### Servicios de salud

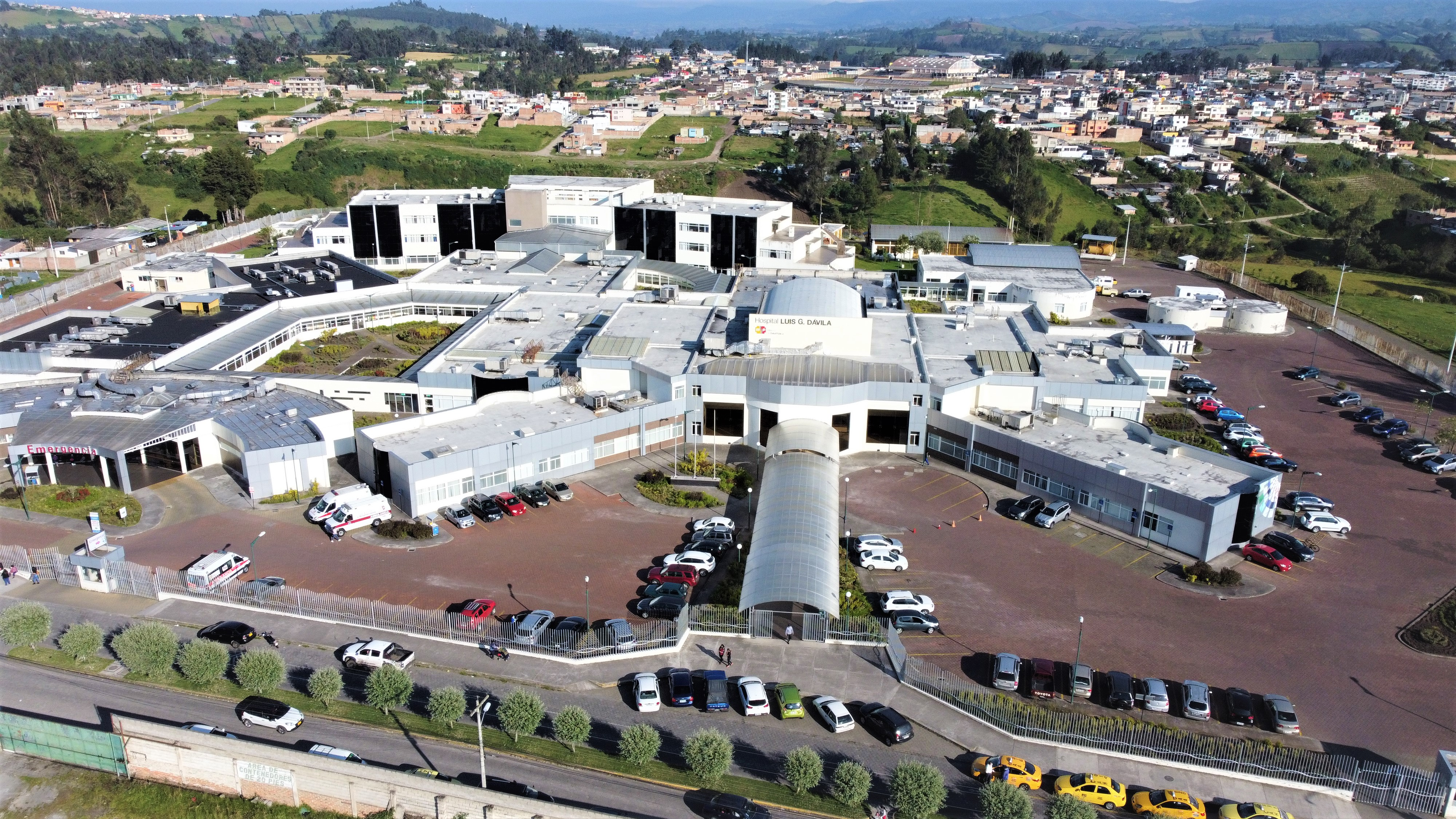
Hospital público Luis G. Dávila, la casa de salud más grande de la provincia y la región fronteriza

Los servicios médicos están especialmente concentrados en la ciudad de Tulcán; allí se encuentra el Hospital más importante de la región.

### Servicios hoteleros y de restaurantes
El 80% de la oferta hotelera y de restauración está concentrado en la ciudad de Tulcán incluyendo dos hoteles y una hostería de primera categoría, 15 hoteles de segunda y unos 15 entre hoteles y residenciales de tercera categoría.
En lo que se refiere a restaurantes, existen tres restaurantes de primera, 15 de segunda categoría entre bares-restaurantes y restaurantes y una treintena de restaurantes y comedores populares.

## Turismo

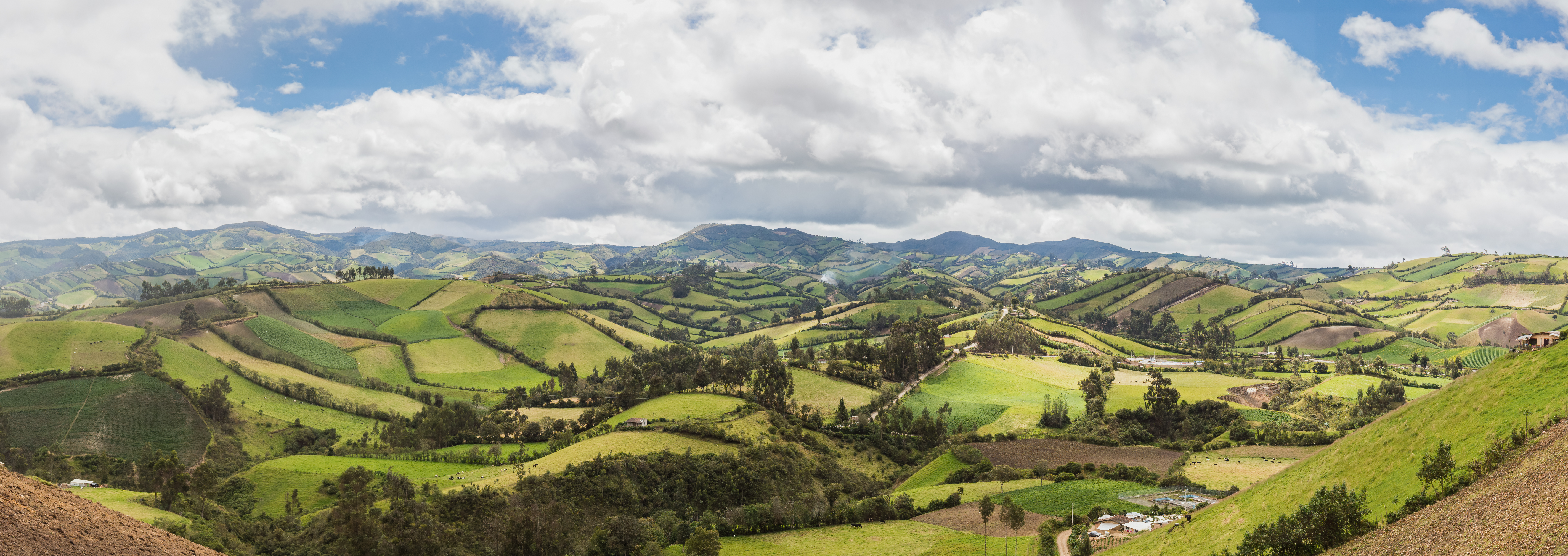
Vista del paisaje desde la población de Julio Andrade, provincia de Carchi.

El principal organismo para la promoción y desarrollo del turismo en el Carchi es el Departamento Provincial de Turismo, perteneciente al Gobierno Provincial del Carchi, el cual coordina con las direcciones municipales de turismo en las principales ciudades, la planificación, promoción y desarrollo del turismo en la región. En la frontera con Colombia existe una Oficina del Ministerio de Turismo que está localizada en el Puente internacional de Rumichaca.
Los empresarios que brindan servicios de hostelería, restauración y de animación se agremian en la Cámara Provincial de Turismo.
Los principales y más atractivos lugares para el turismo reflejan la estructura física natural de la región así como el folclor y la cultura de sus pobladores:

### Atractivos Naturales

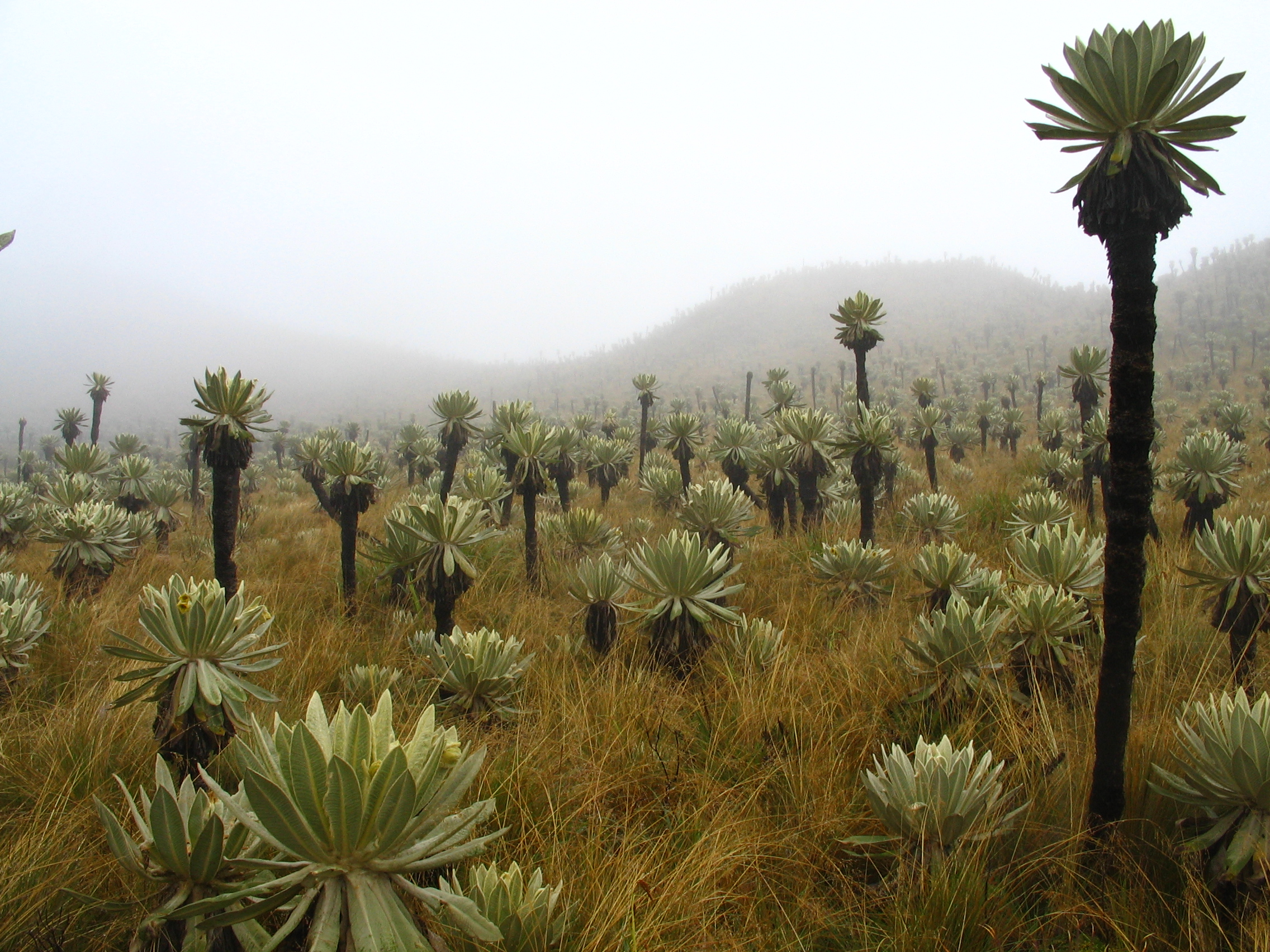
Frailejones (Espeletia pycnophyla subsp angelesis), subespecie de planta endémica que habita en el sur de Colombia y en el norte de Ecuador.

#### Laguna La Encañada
Como su nombre lo indica, la represa está ubicada en una hondonada a la que le conocen como encañada. Está rodeada de colinas, bosques de pino, eucalipto, cultivos y pastizales. Este dique artificial, que en algún momento fue una formación natural, brinda a los visitantes un espacio de esparcimiento y recreación.
Fuente: Fichas de Inventario Atractivos Turísticos del Ministerio de Turismo.

#### Reserva Ecológica de El Ángel
Es una zona declarada Reserva Nacional de Conservación Ecológica desde el año 1986. Ubicada a 20 km al sudoeste de la ciudad de Tulcán con una área de 16.000 ha, posee la flora característica del páramo andino así como especies animales entre las que se destaca el cóndor de la cordillera de los Andes que a veces es posible divisarlo surcando los cielos. Existen elevaciones que superan los 3500 m s. n. m. de altura, tales como el cerro Pelado, el Cerro Negro, el Mirador, el Chinchinal y el Chiltazón, este último recientemente explorado y en el cual existen vestigios arqueológicos importantes. Igualmente existen varias lagunas y allí nacen las principales fuentes de agua que abastecen a las principales poblaciones de la provincia del Carchi.
En la zona sur occidental de amortiguamiento de la Reserva está localizado el bosque de Polylepis el cual es calificado como jerárquico-primario-milenario, localizado a 3300 m de altitud. Aquí existe una hostería, la cual cuenta con un criadero de truchas y guías nativos especializados que orientan y acompañan a los turistas.

#### El Volcán Chiles

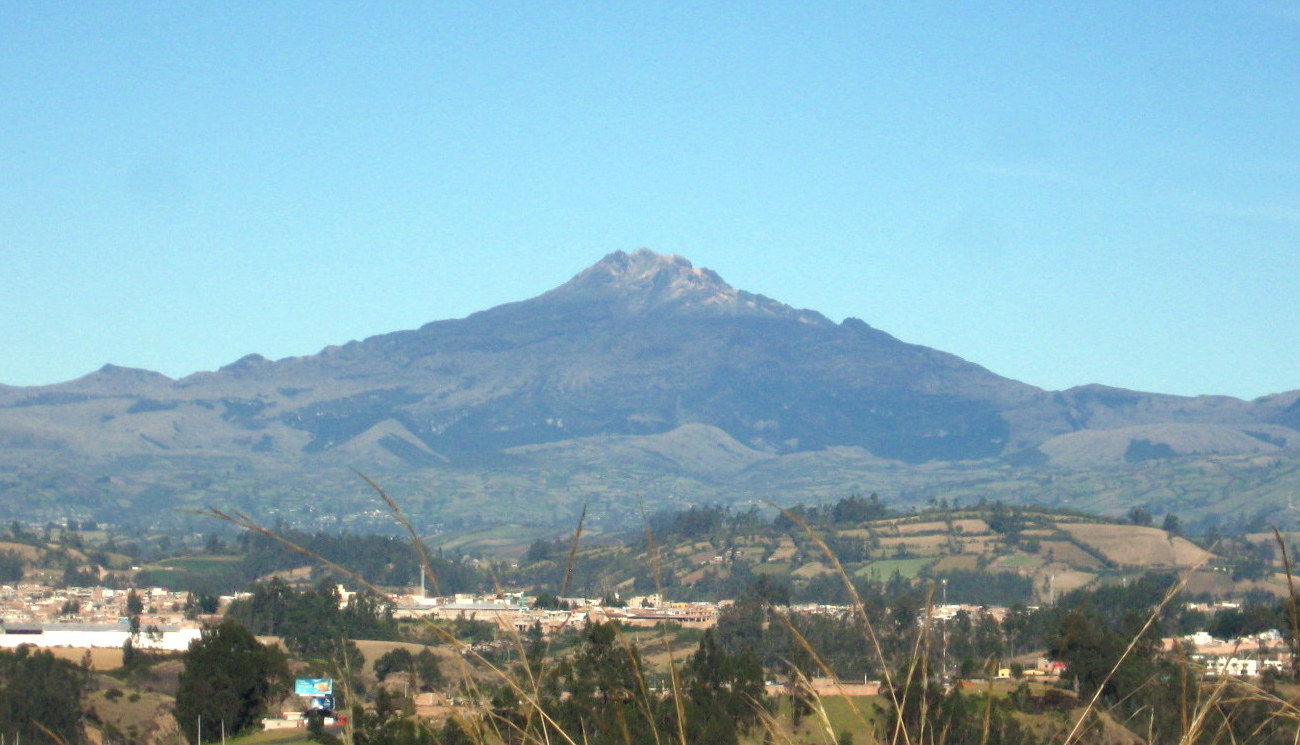
Volcán Chiles.

Volcán joven y aun considerado activo, con una altura de 4.723 m s. n. m. constituye el pico más alto de la provincia del Carchi y es considerado como hito natural de la frontera colombo-ecuatoriana pues de sus nieves perpetuas nacen el río San Juan al Occidente y el Carchi al Oriente, ríos que demarcan los límites políticos entre estos dos países. Desde Tulcán se accede a Tufiño, pueblito asentado en los flancos del volcán, a través de una vía asfaltada de unos 18 km, de allí prosiguen unos 7 km en carretera lastrada que conduce a un refugio, de donde parten las expediciones de andinistas que van en busca de la cima. En un día despejado es fácil divisar desde su cumbre a otros volcanes circundantes tal es el caso de El Cumbal ubicado a pocos kilómetros al norte, ya en Colombia y considerado hermano mayor del Chiles, así mismo son fácilmente divisables las cumbres del Cotacachi, Imbabura, Cayambe, Pichincha y Antisana. En los alrededores de Tufiño, así como en las faldas del volcán, se pueden observar el pajonal, la rosa urco, los frailejones y otras especies vegetales y animales propias del páramo

#### Baños de Tufiño
Para desarrollar turismo de salud, aprovechando las aguas termales o sulfurosas producidas por el volcán Chiles, en los flancos occidentales del volcán a 5 km de Tufiño, se ha instalado un balneario conocido como “Las Aguas Hediondas” nombre proveniente del olor que emanan las aguas sulfurosas; sus piscinas tienen temperaturas que van desde los 59 °C (a la salida de la fuente) hasta los 40 °C (temperatura del agua desfogada). En el interior del balneario hay facilidades para el turista y se ha construido un sendero autoguiado alrededor del mismo en el cual los amantes de la naturaleza pueden realizar caminatas y observar la naturaleza.
La localización de este atractivo turístico es a 6 km de la parroquia de Tufiño. Este complejo turístico cuenta con 15 hectáreas de sendero, el cual es muy recurrido por turistas tanto nacionales como extranjeros, en especial del país vecino que es Colombia, ya que su ubicación es en zona fronteriza. 
Este tipo de aguas termales son muy medicinales para la sanación de dolencias musculares, por lo que mayormente acuden los deportistas como los ciclistas y adultos mayores. 
Su piscina posee temperaturas de 35 °C y sus baños alcanzan los 59 °C, esta agua tiene un transcurso de los nacimientos del Volcán Chiles. Dentro de los senderos se puede observar biodiversidad de flora como el pumamaqui, guarumo, helecho arbóreo, musgo, chuquirahua, arquitecto, dictamo real, romerillos, bromelias, orquídeas y lo que respecta a la fauna encontramos venados, lobos de páramo y curiquingues. Rara vez podremos observar cóndores, que anidan este lugar. 

#### Lagunas verdes

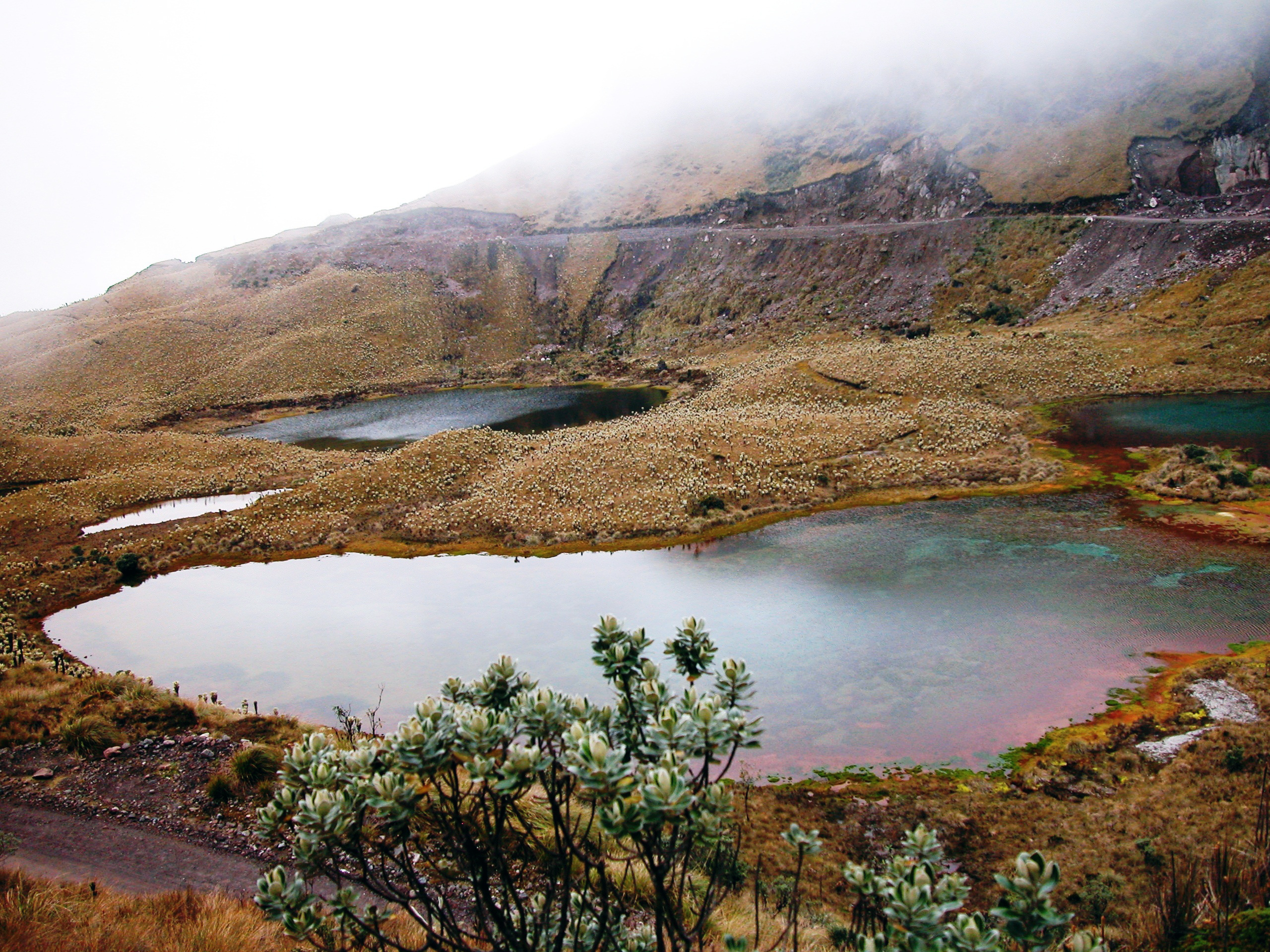
Lagunas Verdes

Las Lagunas Verdes se encuentran en la parte Sur- Occidente del Volcán Chiles; se las conoce por su color peculiar verde turquesa debido a una gran cantidad de químicos presentes en estas aguas, uno de estos químicos es el azufre. Las lagunas Verdes se encuentran ubicadas en la provincia de Carchi, perteneciente al cantón Tulcán.
Tienen una extensión de 8 hectáreas y se ubican a una altitud de 3900 m s. n. m. además de estar a tan solo 2 km del punto de ascenso hacia el Volcán Chiles.
Debido a las fluctuaciones de temperatura y la altura del lugar, allí hay niebla, lo que dificulta un poco la vista. El increíble paisaje que estas lagunas revelan durante el claro amanecer, lo que permitió tomar fotografías que se publicaron en todo el mundo llamando la atención de miles de observadores.
Hay tres lagunas permanentes, aparte se puede encontrar 7 espejos de agua los cuales son ocasionados por la unión de vertientes y manantiales internos formados por la acumulación de agua durante la temporada de lluvias igual manteniendo su color peculiar verde turquesa. Por lo tanto, son estacionales y no se pueden contar. Las lagunas están ubicadas en la base de un volcán chileno, por lo que está rodeada de terreno rocoso y terreno montañoso irregular.

#### Gruta de La Paz

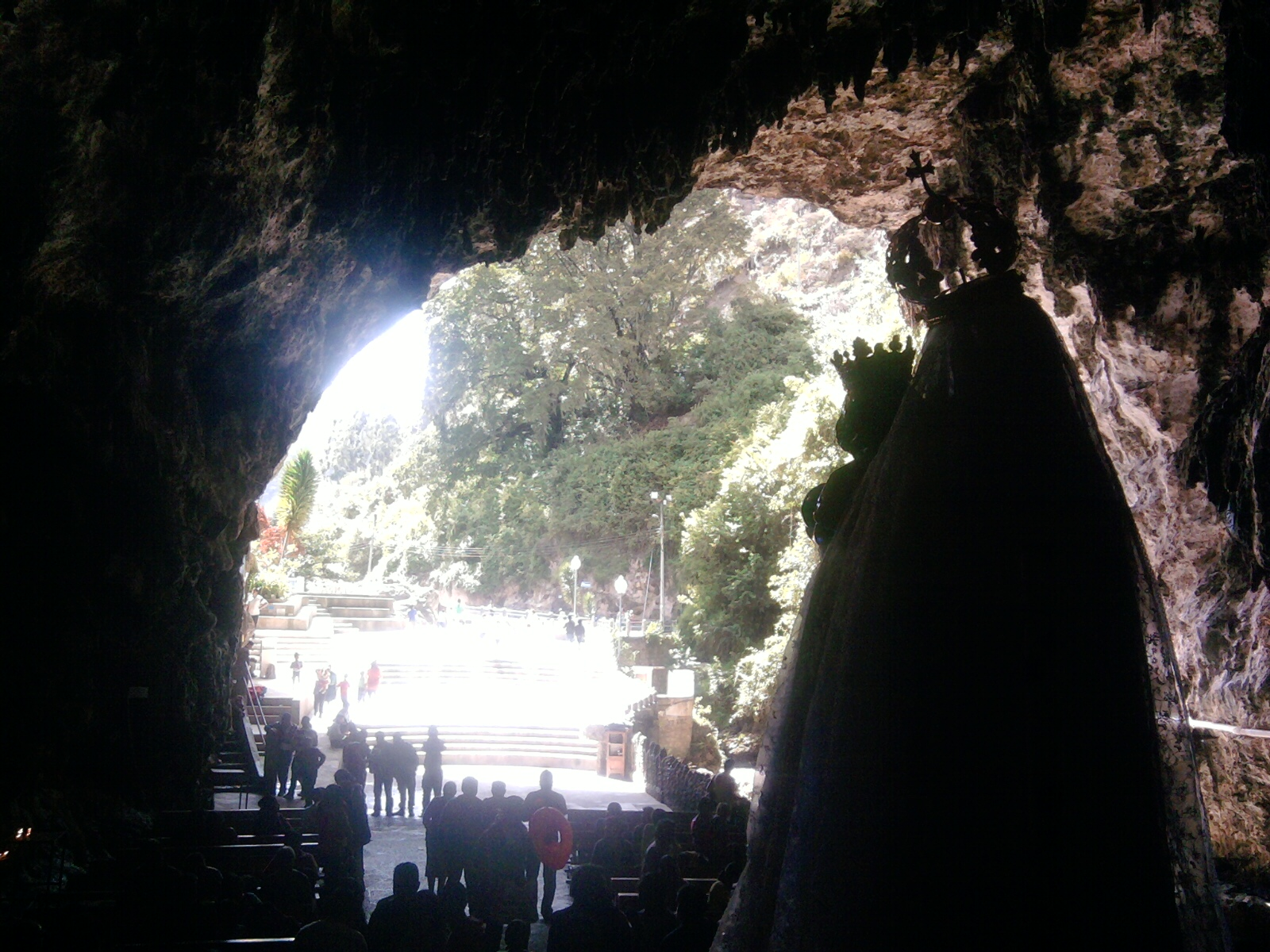
Gruta de la Paz

A 10 km al sur de San Gabriel por la carretera Panamericana se llega al pueblito de La Paz, de ahí tomando un desvío hacia el oeste el cual recorre un camino estrecho de 4 km al borde de notables precipicios de hasta 300 metros de caída vertical, al fondo de los cuales encontramos zigzagueante al río Apaquí, el cual en su milenario taladrar a la montaña logró atravesarla formando dentro una impresionante gruta, en cuyo interior se ha instalado un Santuario en honor a la Virgen de La Paz, patrona espiritual de los carchenses, por lo cual es muy visitado por turistas de la localidad o del sur de Colombia quienes vienen en grandes romerías para el 9 de julio, día de su fiesta mayor. 
Este lugar ha sido declarado Santuario Nacional en 1975 y en sus inmediaciones encontramos varias placas de agradecimiento de fieles que han recibido milagros por parte de la virgen, así como muletas o sillas de ruedas de quienes curaron sus dolencias con la fe en esta advocación mariana. La escultura de la virgen fue tallada por el escultor ibarreño Daniel Reyes en 1916, quien se inspiró en Notre Dame de París como plegaria para el cese de fuego en la Primera Guerra Mundial. 
En la gruta encontramos estalactitas y estalagmitas, las cuales se han formado por la alta concentración calcárea y la filtración de agua. También es fácil observar murciélagos que parece que volaran al ritmo ensordecedor del río. 
Sobre la caverna existe un convento de las hermanas clarisas, religiosas de clausura. Aquí poseen un lugar de información turística, además que permite a las hermanas ayudarse económicamente a través de la venta de recuerdos religiosos y recuerdos turísticos. Junto al monasterio encontramos un pequeño pero hotel, un restaurante, puestos de comidas típicas, parqueadero y baterías sanitarias a disposición gratuita de los visitantes, además, muy cerca de la gruta y a orillas del río existe una fuente de agua termal, la cual ha sido aprovechada para alimentar una piscina para esparcimiento y diversión de los viajeros.

#### El pueblo Awá
Ubicada al noroeste, a 145 km de Tulcán. Para llegar a este sitio, los amantes de la aventura deben emprender una caminata de un día en medio de selva subtropical. Su territorio es compartido por las provincias de Carchi y Esmeraldas y posee una extensión de 101.000 ha de clima cálido húmedo y una temperatura media de 24 °C, está habitada por la comunidad Awá, aborígenes que mantienen aún sus tradiciones culturales.

#### Valles Noroccidentales
Descendiendo al occidente del Chiles, junto al curso del río San Juan, el horizonte poco a poco empieza a ampliarse, los páramos van desapareciendo y van dando paso a nueva vegetación siempre verde que se avizora desde un serpenteante camino, el cual a cada recodo va dando lugar a improvisados miradores que nos presentan una faceta poco conocida de esta provincia: el subtrópico.
Después de saludar al paso pequeños caseríos de pequeños agricultores y a tres horas de Tulcán, se encuentra Maldonado, el pueblo más antiguo, ubicado junto al río y gozando de un clima primaveral; en sus alrededores, parques y en los patios de las casas es común encontrar naranjos, platanales, guayabas y otros productos de tierra cálida; una hora de camino más hacia la costa encontramos a Chical escondido entre montañas y vegetación tropical. En los rápidos y caudalosos ríos se puede practicar rafting.

#### Reserva Biológica Privada Guanderas
Zona de conservación biológica de unas 1000 ha, el 60 % corresponde a páramo y el 40% a bosque primario. El árbol guandera (clusia-flaviflora) tiene su desarrollo en esta estación biológica y alcanza una altura de hasta 30 m . Esta reserva es de propiedad de la Fundación Jatún Sacha y está ubicada en la ceja occidental de la cordillera central de Los Andes a unos 35 km al sur de la ciudad de Tulcán. Su principal acceso es por la vía panamericana y luego se toma un camino de segundo orden que nos interna a los bosques montanos húmedos que albergan a 140 especies de aves endémicas y otras que han sido descubiertas en el sitio como el tucán de colores, así como otras especies animales como el oso de anteojos, especie en peligro de extinción. En los alrededores de la estación se han instalado jardines botánicos e invernaderos.
A esta reserva concurren decenas de turistas extranjeros, quienes son traídos por la Fundación para que permanezcan en ella por espacios de entre 15 días a 2 meses, tiempo en el cual desarrollan labores comunitarias y de trabajo agrícola.

#### Bosque de los Arrayanes
Ubicado en la provincia del Carchi, Cantón Montufar, comunidad Monte Verde. a 11 km de la ciudad de San Gabriel, es un bosque con una extensión de 16 has de la especie arrayán, árbol de tronco rojizo y espeso follaje. Y sotobosque conformado por moras (Rubus sp.), chilcas (Baccharis sp.), especies del género Peperomia, además se tiene otras especies como encinos (Weinnmania pinata), pandala (Prunus rugosa), uvilla (Aegiphila monticola), orquídeas de los géneros Oncidium sp., Lepanthes sp. Masdevallia sp., pumamaqui (Oreopanax sp.), etc.
Considerado como un bosque sagrado con más de 1000 años de antigüedad, en este lugar habitó la cultura Pasto y aún se puede apreciar los vestigios encontrados en este lugar para percibir la energía a través del bosque los Arrayanes. En este espacio natural podemos disfrutar de momentos de relajación, paz y armonía ya sea en familia o con amigos. El bosque de los arrayanes posee un sendero para la interpretación del entorno, este recorrido contempla 1h 30 dentro de la espesura del bosque.
Durante el recorrido tenemos la oportunidad de vivir en un entorno diferente al habitual y respirar aire puro e inclusive podemos descansar en una zona de acampada para los viajeros, teniendo en cuenta la conservación y protección de este atractivo turístico, por lo general está prohibido encender fogatas e intervenir con la flora y fauna que habitan en el mismo. Dentro de las actividades que se puede realizar tenemos la observación de especies de flora y fauna, apreciación paisajística, senderismo y baños de bosque.

#### La Laguna del Salado

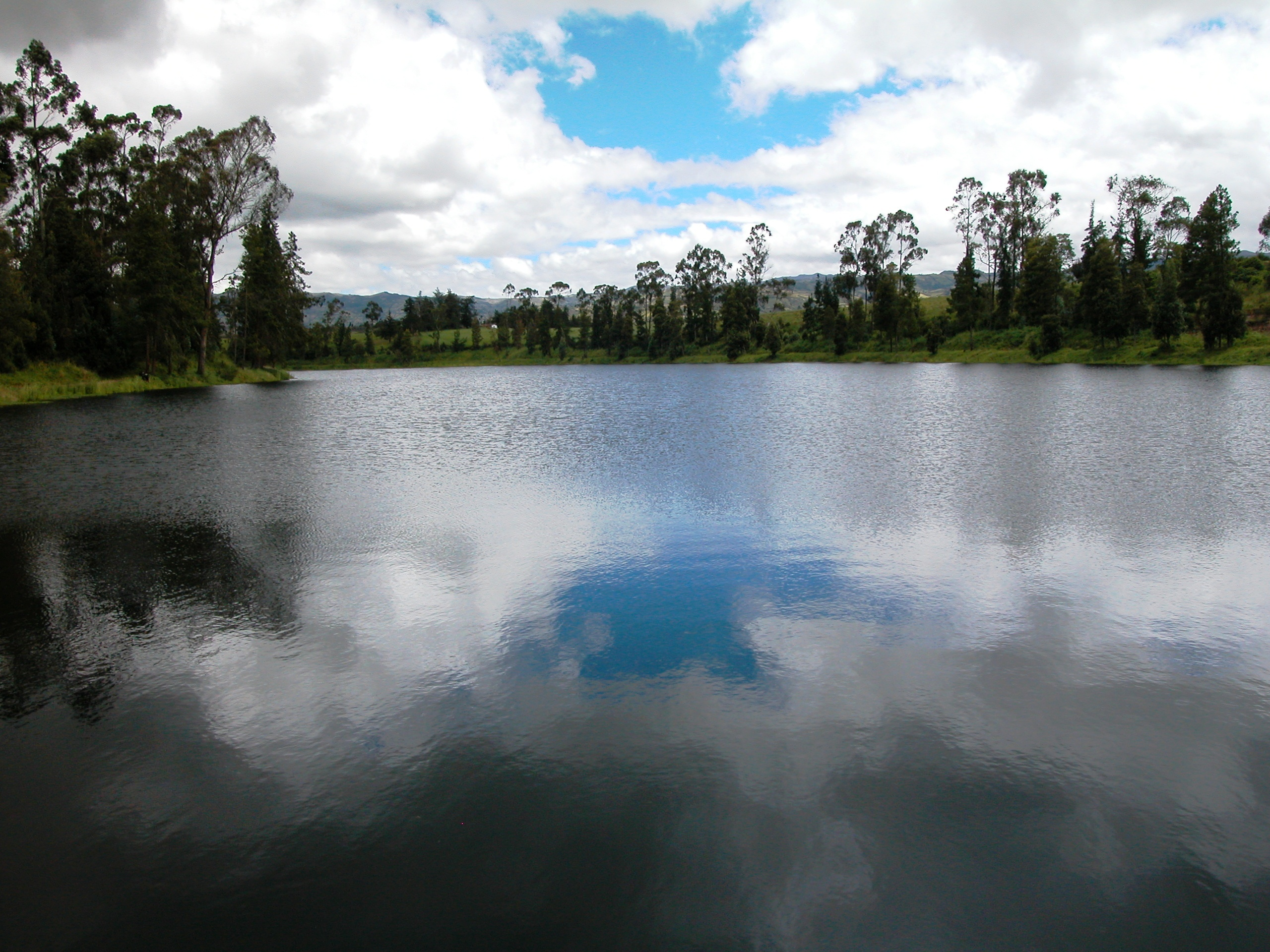
Laguna de El Salado

La Laguna del Salado es el nombre dado a un embalse artificial construido hace casi 100 años y situado a 3 km al occidente de la población de San Gabriel (Cantón Montúfar) y cerca del bosque de los Arrayanes. Con una extensión de 500 metros de largo por 200 de ancho, este embalse fue creado para dar regadío al último gran latifundio de la provincia del Carchi, la Hacienda de El Vínculo propiedad de la familia Fernández Salvador, que comprendía terrenos desde Huaca hasta el Valle del Chota. Hoy la laguna, rodeada de flora como sauces, sigses, totoras, orquídeas y habitada por colibríes, lechuzas y tórtolas, sirve para recreación pues sus aguas transparentes y una temperatura moderada de 12 °C la convierten en lugar propicio para disfrutar de su naturaleza.

#### Cascada de Paluz
En el cantón Montufar a 4 km de la ciudad de San Gabriel está ubicada la Cascada de Paluz. Su nombre se infiere que viene las plabaras "planta de luz”. La cascada tiene aproximadamente una caída de agua de 35 metros las que nacen de los humedales del páramo, formando riachuelos los cuales al unirse forman el río San Gabriel. La temperatura del agua es de 8 °C. La cascada está rodeada por vegetación como platas leñosas, árboles y arbustos.
Posee materiales derivados de piroclásticos, alifáticos y francos arenosos, contiene una gran capacidad de contención de agua y presenta un horizonte con un gran resplandor por lo que muestra una geografía de relieve.
En esta cascada se pueden realizar actividades como caminatas, fotografías, acampada, cabalgata y observación de flora y fauna, en la fauna podemos encontrar colibríes, lechuzas, tórtolas en flora sauces, totoras, pastos, orquídeas, capulí, plantaciones eucaliptos y pinos, esta cascada está rodeado de un misterio y encantó natural que ha servido de inspiración para poetas, pintores, músicos por su colorido paisaje.

#### Complejo Las Canoas
A 1 km al occidente de Tulcán, un remanso del río Bobo ha formado una isla natural junto a la cual existe una zona campestre apta para el descanso familiar. En el remanso se ha instalado u muelle desde el cual parten pequeños botes en los cuales las parejas de enamorados eternizan esas apacibles tardes donde las nubes tornan de verde el firmamento. Se dice que el escritor Juan Montalvo en sus tiempos de destierro en Colombia, venía a una cueva cercana a este lugar a inspirarse y escribir algunas de sus poseías románticas y líricas.

### Atractivos culturales e históricos

#### El Cementerio deTulcán

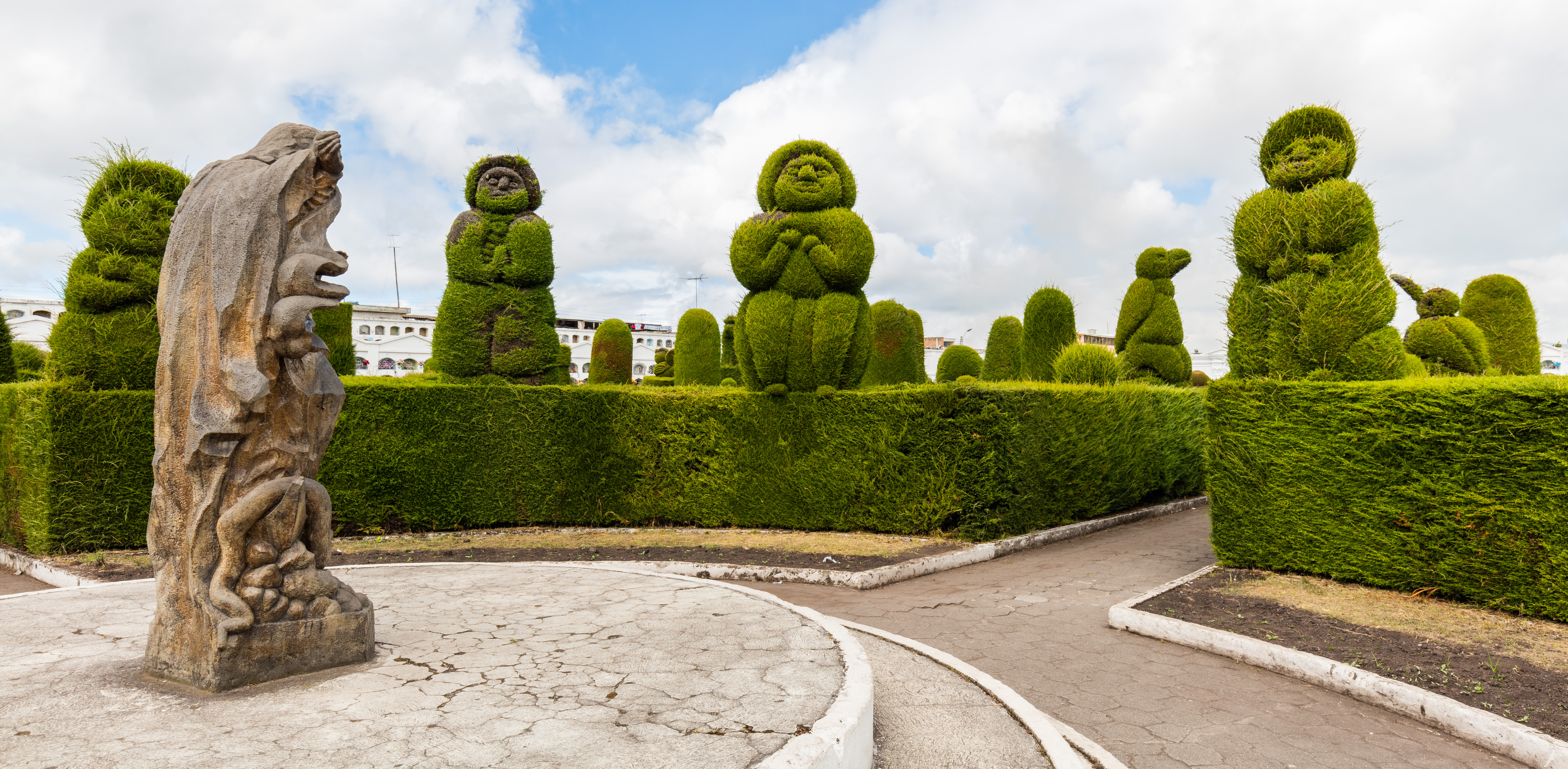
Cementerio de Tulcán

En el centro norte de la ciudad capital de la provincia está localizado el cementerio municipal que en su interior aloja un parque de 4 hectáreas adornado de “esculturas en verde” y que no son otra cosa que árboles de ciprés podados artísticamente (Ver: Topiaria) por habilidosos jardineros adiestrados por el extinto Manuel María Azael Franco, a quien por el año de 1936 y como jefe de parques de la ciudad le fue encomendado realizar el mantenimiento del jardín del interior del cementerio, creando así esta obra maestra que fue declarada Patrimonio Nacional el 28 de mayo de 1984 por el gobierno del presidente Osvaldo Hurtado Larrea.
Laberintos, figuras antropomorfas o zoomorfas, esculturas de inspiración arqueológica precolombina, arcos y efigies tomadas de culturas romanas, griegas y egipcias adornan el lugar que goza de fama internacional pues además de los lugareños, turistas nacionales y colombianos, por su fama es visitado con frecuencia por turistas de otras latitudes y continentes. 
En la lápida de Manuel María Azael Franco reza la siguiente leyenda: “Este lugar es tan hermoso que hasta dan ganas de morirse”.

#### Museo y Auditorio de la Casa de la Cultura
El Museo Casa de la Cultura Ecuatoriana Núcleo del Carchi, está ubicado en la provincia del mismo nombre en el cantón Tulcán, parroquia González Suárez, en las calles Cotopaxi y Av. de la Cultura. “El museo se inauguró el 8 de diciembre del 2006 en la presidencia del Dr. Luis Enrique Fierro, es conocido con el nombre de Museo Arqueológico Germán Bastidas Vaca, en él se exhiben piezas arqueológicas de la Cultura Negativa y Período Formativo del Carchi, vestigios de la fase Capulí, Piartal y Cuasmal del Ángel, Tuza o Pasto, además de obras de arte y pintura.
En el interior del edificio se encuentra el Auditorio “Luis Freire del Castillo” el cual posee en su pared principal un mural que representa pictóricamente la evolución de la cultura ecuatoriana, desde tiempos preincaicos, pasando por la conquista y la subsiguiente destrucción de muchos detalles de nuestra cultura indígena, hasta llegar a la época contemporánea destacando a Benjamín Carrión, fundador de la Casa de la Cultura Ecuatoriana.
En este museo se exhiben 125 vestigios arqueológicos, 32 obras de arte y 715 piezas que requieren restauración, sus piezas guardan un valor cultural muy importante para la historia porque corresponden a las culturas que se asentaron en el actual territorio carchense.
El museo está distribuido en cuatro salas donde se representa la cultura del Carchi: su arqueología, arte y cultura. En la primera sala podemos encontrar las etapas evolutivas y un mapa acerca de la geografía de la provincia con sus cantones y parroquias; en la segunda sala se puede visualizar el patrimonio cultural inmaterial de las culturas, sus principales manifestaciones culturales, juegos tradiciones, coplas, adivinanzas, mitos y leyendas; en la tercera sala se puede encontrar arqueología en cerámica perteneciente a las culturas nativas del Carchi, destacando vasijas, figuras humanas, animales, ollas, orfebrería, instrumentos de caza como lanzas, hachas y ocarinas. Además, en este lugar reposan pinturas de arte moderno y contemporáneo obras pertenecientes a varios pintores reconocidos del Ecuador como Oswaldo Guayasamín, Gilberto Almeida, Oswaldo Moreno, Edgar Reascos y Eduardo Kigman.
Para las personas que deseen conocer el Museo Casa de la Cultura Ecuatoriana Núcleo del Carchi, el horario de atención es de lunes a viernes de 08:00 a 13:00 y de 14:30 a 17:30, la entrada al atractivo es gratuita.

#### Rumichaca
El puente internacional Rumichaca es la principal arteria paso fronterizo entre los países de Colombia y Ecuador se encuentra ubicado sobre el río Carchi del lado ecuatoriano y el río Guáitara del lado colombiano, originalmente fue el paso fronterizo oficial único entre las dos naciones, con la conformación política de los estados los procesos de nuevas fronteras fueron incrementando por la zona de Esmeraldas (Ecuador) y Sucumbíos (Ecuador).
El puente de Rumichaca antiguo fue un puente que se estableció de forma natural, y se le dio forma por Huayna Cápac, dicho tramo comprendía al sistema de comunicación el Camino del Inca, mismo que se usó para la movilidad de tropas incas, cruzando el río Guáitara. Desde 1880 se concentra en el lado colombiano el destacamento de Aduana Nacional mismo que se encuentra en la frontera colombo-ecuatoriana, a 7 km de Tulcán a 3 km de Ipiales; en la carretera panamericana que conecta las Américas: norte y centro, con el sur.
Se ubicó en el nudo de los Pastos, considerado por las poblaciones indígenas como el centro del universo y desde la antigüedad formaba parte del camino de los pastos indígenas. En la actualidad el renovado puente de Rumichaca fortalece las relaciones de intercambio comercial entre Colombia y Ecuador que se ha vuelto intenso, y convierte a este paso internacional en la principal vía por donde transitan la mayor parte de productos que se comercializan entre estas dos naciones, además se fortalece la actividad turística que poseen estas regiones, permitiendo un mejor desplazamiento para los viajeros.
La palabra “Rumichaca” en orígenes del kichwa, estructurado en dos segmentos, rumi: 'piedra', chaca: 'puente'.
En los textos más antiguos de Rumichaca, en 1543 el historiador Pedro Cieza de León, menciona: "se llega a un río. y hay un puente sobre este río... alto y muy grueso y en medio de él se hace un ojo por donde pasa la furia del río, y los caminantes que quieren pasar por él, llaman a este puente Rumichaca que significa puente de piedra".
En un acuerdo de 1966 entre el presidente de Colombia Guillermo de León y la milicia de Ecuador se ordena la construcción de un puente con las siguientes características: El puente debía tener 80 m de largo, contar con 2 carriles, dos voladizos externos, un tramo intermedio suspendido, una altura de 34 m, soportar un promedio de 30 - 60 toneladas y debería ser inaugurado en 1973.
En el año 2013 se inaugura el actual puente binacional con 71,20 metros de largo y 14,95 metros de ancho, tres carriles vehiculares, uno peatonal y uno para ciclistas, es el puente de conexión entre las dos naciones que se conserva y se usa en la actualidad

#### Museo Blas Ángel
El Museo Blas Ángel esta estratégicamente ubicado en el parque principal de la ciudad de El Ángel, en la calle José Benigno Grijalva.
Cuenta con una sala del arte moderno y contemporáneo, donde se encuentran cuadros de pintura de distintas personalidades.
Luego se encuentra la sala de la prehistoria donde se exponen piezas arqueológicas de las fases Negativo, El Ángel, y Cuasmal, en la sala están exponiéndose cerca de 200 piezas entre las cuales se destacan las botijuelas, platos, vasijas, ocarinas, morteros, hachas y los coqueros.
Estas son piezas originales con un gran valor cultural e histórico originarias de la ciudad de El Ángel, El Chaquilulo, Ingüeza y Chiltazón. Tienen diseños antropomorfos, zoomorfos y de vegetales, según los profesionales son evidencias de pueblos culturalmente desarrollados con una organización política compleja con una sociedad y sistema económico y exponen la capacidad creativa de la cultura Pasto, la técnica en elaboración de finas piezas y las decoraciones con pigmentos que requerían un amplio conocimiento al crearlos, algunas piezas fueron devueltas al museo  por el Banco Central del Ecuador.

#### Centro histórico de San Gabriel

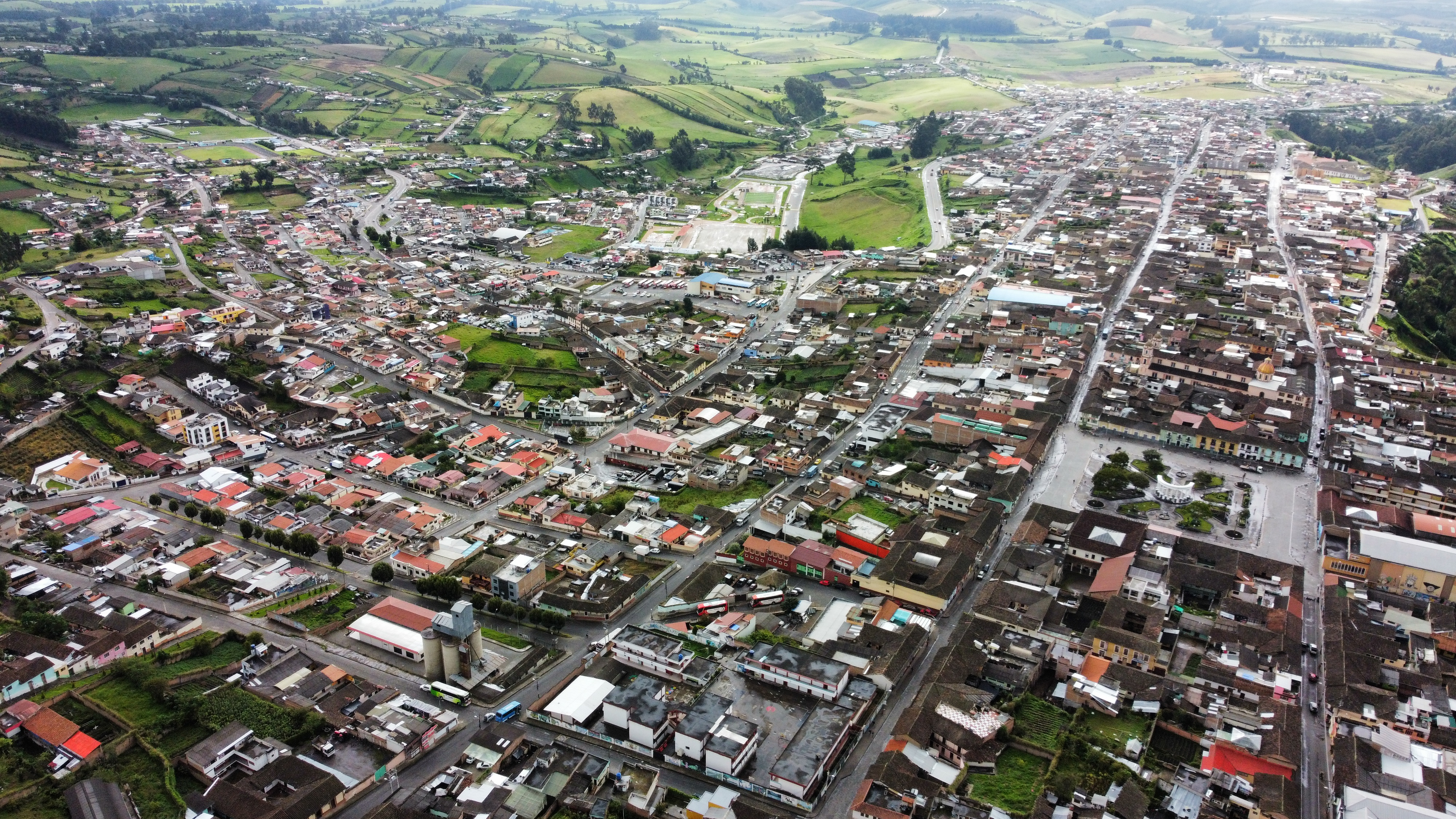
Centro de San Gabriel, segunda ciudad más grande y poblada de la provincia del Carchi

El Cantón Montúfar tiene el nombre en honor al Coronel Carlos Montúfar, un personaje importante por su participación como militares forjadores de la independencia
El pueblo Tusa, pueblo anterior que fue fundado el 5 de agosto de 1535, por el Capitán español Diego Tapia. El 23 de abril de 1884, por el Poder Legislativo, en homenaje al Dr. Gabriel García Moreno le denominan San Gabriel.
El 11 de noviembre de 1992, fue declarada por parte del Ministerio de Educación y Cultura como Bien perteneciente al "Patrimonio Cultural de la Nación". Por su de su centro histórico colonial, además en 1935 el Congreso Nacional, confiero a San Gabriel el galardón de “El Procerato del Trabajo”, por destacarse de ser un pueblo minguero, solidario y amable, en actualidad esta denominación no ha sido obtenida por ninguna otra ciudad. En los 60 se brinda a Montúfar de varios equipamientos comunitarios como el Hospital Civil, colegios, escuelas, canales de riego.
Su centro histórico está designado como zona de primer orden, zona de respeto y defensa del paisaje, que no ha sufrido grandes cambios a pesar de que hace 5 años se creó el departamento de patrimonio cultural. 
Las casas patrimoniales son muros de carga rectos en inundación y de adobe de hasta 1,00 de dimensión en una o dos plantas, revestidos con teja cocida, que la componen y la rematan con madera, pilastras, frontones, troneras, cornisas, marcos que acentúan el ritmo de los vanos. Los balcones, salvo algunas intervenciones, se sostienen sobre ménsulas del mismo, por diseño tienen faldón moldurado, hay muy pocos balcones corridos y generalmente tienen montantes vueltos o hierro.

#### Museo Arqueológico de Montúfar
El Museo Arqueológico de Montúfar se localiza en la provincia del Carchi, cantón Montúfar en la Casa Museo-calles Colón entre Bolívar y los Andes. En el museo se custodian 400 piezas arqueológicas pertenecientes a la Cultura Pasto, distribuidas en dos salas con presencia artística y creativa del pintor montufareño Carlos Enríquez, existen tres murales en los que se recrea la hermosa cascada o chorrera de Huaquer que se encuentra localizada entre las comunidades de la Delicia Alta y Huaquer, estas figuras significan un símbolo para los pastos debido a que los espacios naturales eran usados para sus ritos y realizaban sus baños como forma de sanación.
En el cantón Montúfar se han encontrado objetos de las culturas antiguas, la ciudad de San Gabriel es conocida como la ciudad de las 7 colinas, las piezas arqueológicas encontradas datan de una antigüedad de los años 500 a. C hasta el siglo XVI. Las piezas arqueológicas que se encuentran en el museo fueron elaboradas con cuarzo transparente y con partículas de pirita pertenecientes a la cultura tuza Cuasmal, se presume que esta es la cultura más tardía, las personas durante esta fase ya entraron en contacto con los incas y posteriormente con los españoles, la fase comienza en el siglo XIII y termina en el siglo XVI con la conquista española.
Las piezas arqueológicas que podemos encontrar en este museo son: ollas ceremoniales, vasijas, cuenco tono rojizo oscuro, botella de dos cuellos, plato hondo con pedestal, hachas ovaladas, entierros arqueológicos como el de una mujer joven con sus pertenencias, cada objeto colocado en la tumba es una guía para el nuevo camino. 
Para quienes deseen conocer el Museo Arqueológico Montúfar el horario es de martes a sábados desde las 9:00 hasta las 17:00, los visitantes podrán recorrer este museo entre las 9:30 hasta las 10:30; desde las 11:00 hasta las 12:00; de 14:00 hasta las 15:00 y de 15:30 hasta las 16:30, terminado su recorrido podrán visitar la primera planta de la casa museo en la cual se exhiben artesanías, souvenires elaborados por los habitantes de Montúfar.

#### Museo Paleontológico de la Ciudad de Bolívar

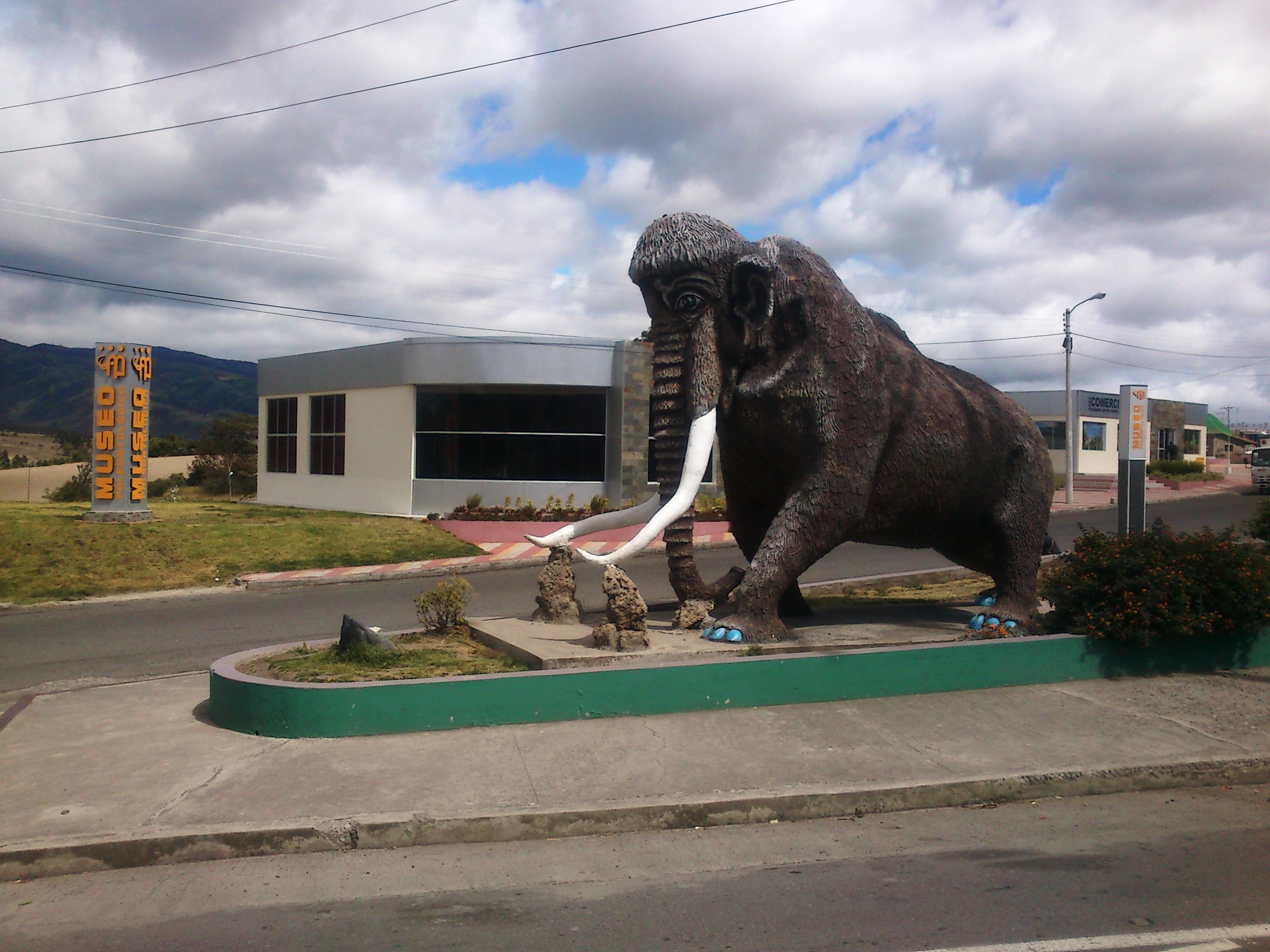
Entrada al museo peleontológico de l cantón Bolívar

El Museo Paleontológico se encuentra ubicado en la provincia del Carchi en el cantón Bolívar entre la Av. Mantilla y Panamericana Norte, en el museo se puede encontrar fósiles los cuales fueron descubiertos por investigadores italianos, tal investigación determino que dentro de la provincia del Carchi habitaron Mastodontes, Tigres Colmillo de Sable, Caballos Salvajes y Milodontes. 
Las piezas fósiles fueron encontradas en diferentes sectores de Bolívar, el museo expone 205 piezas las cuales fueron acogidas por el mismo, también se encuentran exhibidas las diferentes piezas artesanales del pueblo Pastos en donde se puede conocer más acerca de esta cultura y de su vida, esta fue una etnia precolombina y residían en la parte andina en donde actualmente se conoce como Nariño, sur de Colombia y Carchi norte ecuatoriano.
En las afueras del Museo se puede encontrar con el parque temático el cual muestra diferentes esculturas de animales de la era cuaternaria estos pueden ser: Mastodontes, Milodontes, Mamuts, Armadillos Gigantes, Tigres dientes de Sable, Los caballos salvajes, entre otros, junto con el murar donde podemos encontrar una representación de la cacería de los homínidos los cuales habitaron la tierra hace 2 millones de años.
El Museo Paleontológico es un lugar que cuenta con diferentes artículos los cuales sirven para la educación, exposición y donde conocemos parte de la historia de Bolívar y su gastronomía.

#### Santuario de la Virgen de la Purificación de Huaca
Ubicado en la provincia del Carchi, en el cantón huaca, en la parroquia del mismo nombre, la primera construcción se data en el año 1578 la cual fue realizada por el padre Juan de Salas que años más adelante se quemaría, aun así existen evidencias de una segunda iglesia que fue construida en el año de 1615, posteriormente en el año de 1860 por primera vez se utiliza teja para realizar el techo y algunos otros muros de tapiales.
En 1915 año en donde se amplía la casa parroquial y es desde entonces que el templo ha ido sufriendo tres reparaciones debido a la presencia de humedad, partiendo de esto se realiza la última construcción y que sería la definitiva. En el año de 1987 esta fue afectada por el terremoto que se presenció en este año, aun así, se ha procurado conservar el estilo que tenía a mediados del siglo XX.
El Santuario de la Virgen de la Purificación ocupa el espacio de 2500 metros la misma que tiene una sola nave con dos laterales o corredores además incluye a la casa parroquial y los servicios en esta, además de la casa peregrino, el teatro 2 de febrero, una sala de museo el cual se denomina Museo Arqueológico Religioso de la Virgen de la Purificación.
En este santuario se combina el estilo moderno, tradicional y localista y se utilizó adobe, ladrillo, bareque, tapia, calicanto y teja para su construcción

#### Museo Arqueológico y Religioso de Huaca
Ubicado en la provincia del Carchi, en el cantón huaca, en la parroquia del mismo nombre, en las mismas instalaciones en la que se encuentra el Santuario de la Virgen de la Purificación, en este espacio se pone en exhibición artículos prehistóricos, es decir, huesos de animales extintos, diferentes artefactos de la cultura Pasto además de 300 ollas de arcilla que son parte de la exhibición.
En estas instalaciones también existe un área en donde se exponen diferentes murales y cuadros con muchos años de antigüedad que estarán expuestos en el ala religiosa del Museo, entre las obras que se encuentran en esta ala religiosa se encuentran:
La Virgen de la Purificación del siglo XVIII de la escuela Quiteña del año 1725
La imagen de la Virgen de Lourdes del Siglo XIX
Imagen de la Virgen del Carmen del siglo XIX
Cuadros del pintor J. Silva sobre los misterios de la fe
Pintura en tabla del pintor R. López del siglo XX
Además son más de 150 artefactos entre vestidos, coronas y diferentes joyas que son parte de la invaluable accesorios de la Virgen de la Purificación que están en exhibición.
La creación del Museo Arqueológico y Religioso es con la finalidad de añadir un nuevo atractivo turístico al cantón según el padre Lenin Hernández, el mismo que recoge la historia religiosa del segundo templo más representativo de la provincia del Carchi
Museo de Fauna Silvestre
El Museo de Fauna Silvestre, Se inauguró el 22 de diciembre de 2021, está ubicado en las calles Olmedo y Rocafuerte, junto a la Casa de las Artesanías de la ciudad de San Gabriel, del Cantón Montufar, provincia del Carchi. La implementación del museo tuvo una inversión alrededor de 38 mil dólares.
El museo es un espacio que tiene como objetivo concienciar a los ciudadanos y a las nuevas generaciones de Montufar y visitantes sobre la importancia de conservar, preservar sobre la fauna y Flora tanto recursos naturales como culturales, que posee este cantón de la provincia del Carchi.
Posee cuatro murales y cuenta con 85 animales disecados que fueron donados por la Unidad Educativa José Julián Andrade al Gobierno Autónomo Descentralizado de Montúfar. Estos se exhiben en dos salas donde se podrá observar Animales de las diferentes regiones del país tales Aves como: el cóndor, colibrís, tórtolas, entre otros, mamíferos como: venado, Oso andino y reptiles como tortugas, culebras, lagartijas, entre otros, todos estos animales se encuentran taxidermizados.
El un museo fue implantado por la Asociación Mindalae Adventure en convenio con el Gad municipal de Montúfar y mediante esto lograron la recuperación de estos animales. 
Museo de las Artesanías
El Museo de las artesanías está ubicado en la ciudad de San Gabriel en ina casa patrimonial donde se guarda una gran historia de los trabajadores del sector como son los alfareros, talabarteros, herrería, tejidos. En el museo se presentan varias artesanías de diferentes asociaciones pertenecientes a la ciudad. 
En la ciudad de San Gabriel siendo capital de Montúfar uno de los oficios más significativos es la cerámica. En la actualidad existe una asociación llamada “Ceramistas del Carchi” donde se tiene por objetivo rescatar los iconos y diseños sobre la cultura pasto que se estableció en la parte norte del Ecuador y sur de Colombia.
Los diseños que se muestran en los utilitarios y vajillas son inspirados en el libro “Representaciones ancestrales y colores del cosmo”, diseños de platos de Carchi siendo la autora Estelina Quinatoa.
En la ciudad existen un taller de forja y herrería donde se elaboran productos únicos como frenos de caballo, espuelas y chapas los cuales son expuestas en el museo y muestra el trabajo que se realiza en el taller.
El objetivo es que el Museo expone la labor de los trabajadores presentado así el producto final, fue instalado con ayuda de los fondos económicos del Municipio de Montúfar, del Gobierno Vasco, y de España
El museo de las artesanías es un proyecto asociativo donde se pueden encontrar sala de vestigios arqueológicos de la cultura pasto que existen piezas originales que han sido encontrada por los mismos ciudadanos y réplicas. También se puede observar la sala temática con información, implementes, material e imágenes de oficios tradicionales del cantón Montúfar, sala de infografía de queso amasado, implemento de trabajo y breve información de la su elaboración.
En esta casa patrimonial antiguamente se realizaba la elaboración del pan, fue una de las primeras panaderías que hoy en día se puede apreciar el horno de leña y finalmente se encuentra la tienda de las artesanías que son elaboradas por los sangabrieleños.  

### Eventos y actividades deportivas

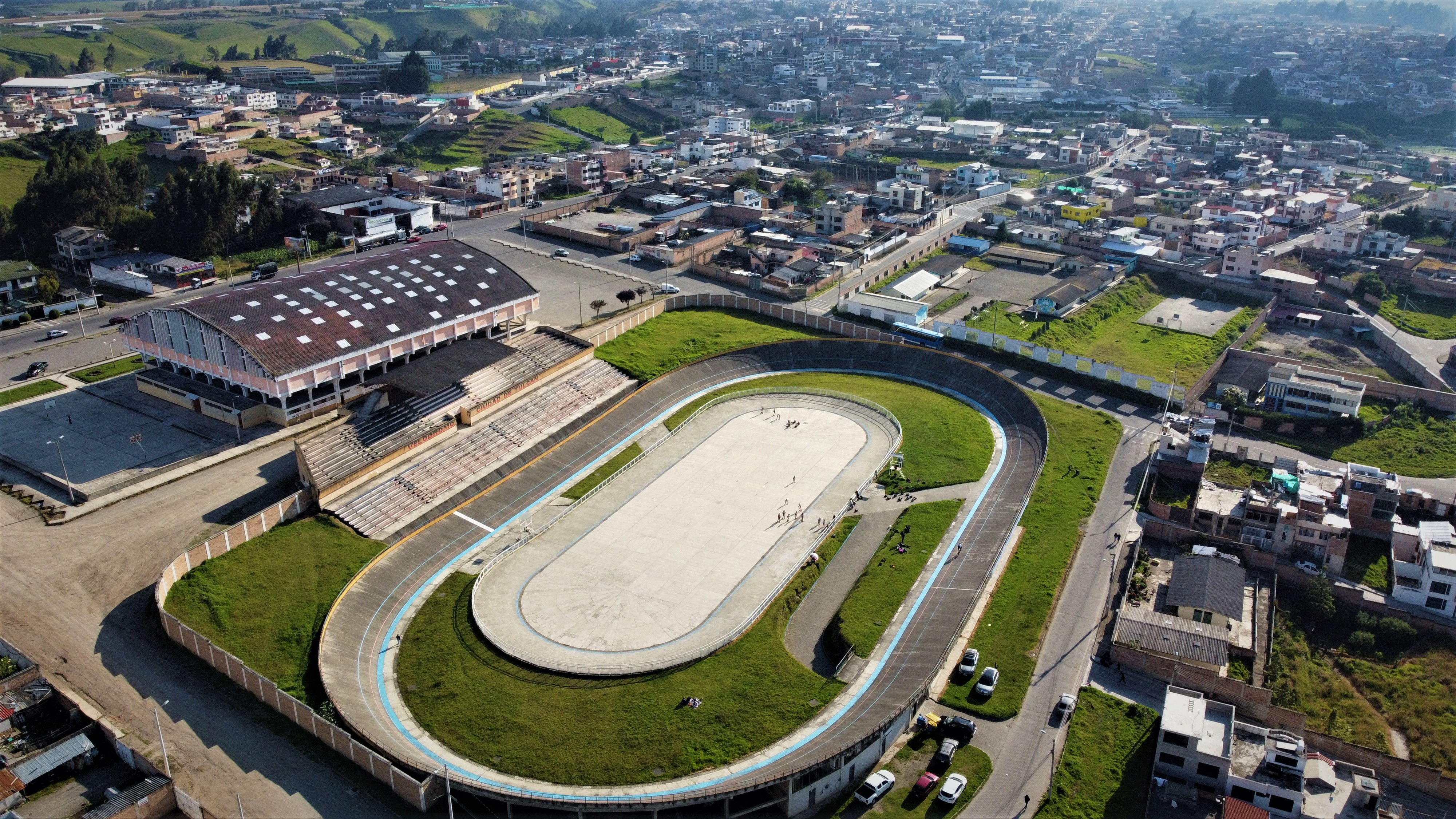
Vista aérea del Velódromo Ciudad de Tulcán

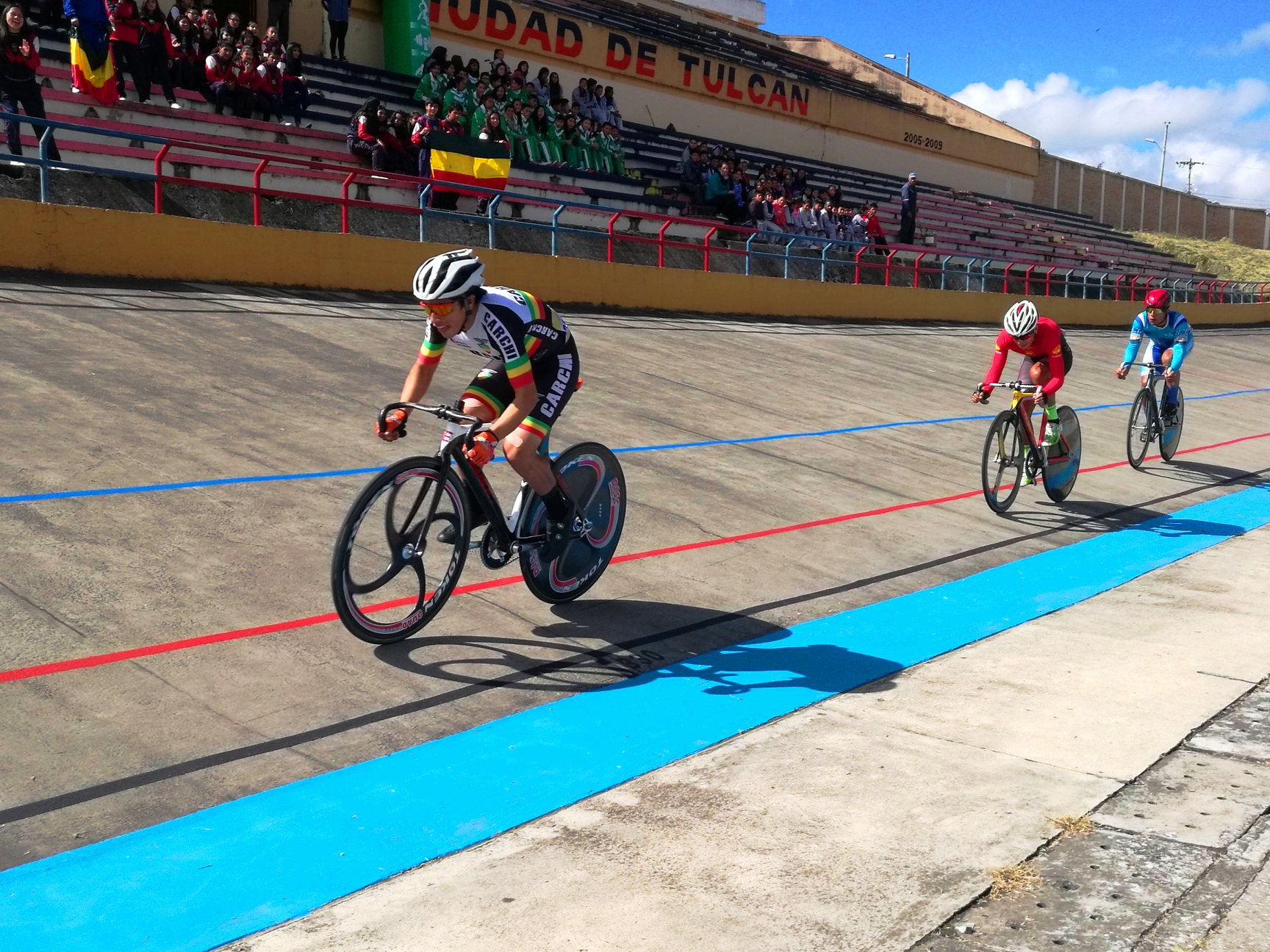
Velódromo Ciudad de Tulcán durante el Campeonato Nacional de Ciclismo 2018.

En el Carchi se practican diez deportes, los cuales son considerados como los más representativos de la provincia

#### Ciclismo
El ciclismo en Carchi tiene una larga trayectoria y se remonta a 1968, cuando los hermanos Hipólito y Jaime Pozo ganaron la primera Vuelta a la República. Ese triunfo hizo que se desate una fiebre por el ciclismo entre los carchenses. Ahora, las jóvenes promesas dependen del apoyo de patrocinadores particulares; en especial, de aquellos que les conectan con equipos colombianos.
Este tipo de apoyo más el talento de los deportistas ha convertido a Carchi en tierra fértil de los grandes ciclistas. Eso hace que Hipólito Pozo, a sus 81 años, se sienta satisfecho por haber contribuido a que ellos sobresalgan en competencias como el Giro de Italia, Tour de Francia y Vuelta a España. Motivado por eso, Pozo acudió a Olmedo, en Cayambe, y a la Ciudad Mitad del Mundo para ser parte de la fiesta que vivieron los competidores, familiares, amigos y todos los aficionados al ciclismo durante los seis días de la Vuelta al Ecuador
Carchi alberga muchas rutas ciclistas populares, como la Ruta de los Volcanes, el Pico Bolívar y la Ruta de los Picachos. La provincia también es conocida como el Gran Valle de los Sistemas de Carchi, que se traduce como Gran Valle de las Obras Sistemáticas del Carchi. El nombre 'Carchi' proviene del idioma Chachi y significa 'vida salvaje'. La provincia es rica en cultura, productos y recursos naturales.
El ciclismo es una forma fácil, segura y divertida de viajar por Carchi, ya que hay mucho clima favorable, recursos y tierra para ciclistas agrícolas. En todas partes. Es especialmente agradable en mayo cuando los residentes locales celebran la semana del Tour Internacional de Carchi (ICTDOC) con carreras, conciertos de música y puestos de comida al borde de la carretera.
Siendo la cuna del ciclismo ecuatoriano, se destaca como competencia deportiva de la región la Clásica Internacional de Tulcán, una carrera por etapas que reúne a los mejores ciclistas del país y a destacados ciclistas de otras naciones. Una prueba que incluso supera en interés a la Vuelta al Ecuador, donde la mayor parte de sus recorridos son realizados en esta provincia y sus alrededores, siendo casi todos sus ganadores nacidos en el Carchi.
El Carchi es también la provincia en la que nació el ciclista Richard Carapaz quien, entre sus triunfos más importantes, cuenta con el de ser campeón del Giro de Italia 2019 y ganador de la medalla de oro del ciclismo de ruta en los Juegos Olímpicos de Tokio del 2021.

#### Boxeo
En el boxeo, el trabajo, en inicios virtual, junto a los dos monitores como son Fernando Gudiño y Santiago Montaño fue un factor clave para mantener en forma y afinar la técnica sobre todo de los boxeadores que están en proceso de formación.
En cuanto a quienes destacaron el año pasado, indiscutiblemente están los cuatro seleccionados nacionales a ellos se suman Piero Prieto, Kevin Alegría, Lenin Cepeda, Maykol Salazar y Milady Maldonado. 
Delgado, reconoce todo el apoyo recibido por Federación Deportiva del Carchi, quienes, en pleno apogeo de la pandemia, siempre estuvieron prestos a apoyar con kits de alimentos, útiles escolares, kits de sanitización etc.

#### Judo
El judo se fortalece con la presencia de Juan Carlos Duharte Juan Carlos Duharte, cubano de nacimiento, Licenciado en Cultura Física y Deportes (en el Instituto Manuel Fajardo- Cuba) lleva cuatro años prestando sus servicios profesionales en Federación Deportiva del Carchi, lo hace en calidad de entrenador principal de la disciplina de judo,
A a edad de 10 años empieza la práctica del judo, durante   varios años formó parte de Escuelas de Iniciación Deportiva desarrollándose como deportista de alto rendimiento, consolidando sus conocimientos deportivos, maestría y nivel intelectual.
Trayectoria
Como logro principal llegó a ser campeón nacional en los Juegos Nacionales en 1986 y fue promovido a la Selección Nacional Juvenil (ESPA) al año siguiente ingresó a estudiar la carrera de licenciatura en cultura física y deporte
En 1996, obtiene su licenciatura y empieza su carrera como profesor de educación física, luego como entrenador de judo, laborando en varios centros de alto rendimiento como la EIDE Y la ESPA provincial de Santiago de Cuba.
En el año 2006 concluye una misión internacionalista en Venezuela colaborando durante dos años. con ese país.

#### Levantamiento de pesas
La disciplina de llevantamiento de pesas, considerada una de las más fuertes de la provincia del Carchi, hace su debut en Juegos Nacionales Prejuveniles Manabí 2022 teniendo como sede la ciudad de Portoviejo.
En damas participan con equipo completo y en varones con 3, todos ellos con la responsabilidad de estar en los primeros lugares y justificar el parque Carchi es una potencia en esta disciplina, no en vano tenemos en nuestra medallista Olímpica Tamara Salazar.
Hoy se realiza el Congresillo técnico y dese mañana y hasta al 19 de agosto la competencia en el Coliseo de Pesas de Fede Manabí (Portoviejo).
Los deportistas de esta categoría son: Moraima Calixto, Martha Gángula, Helen Meneses, Karelys Calixto, Josebeth Colorado, Alexa Calixto, Poleth Calixto, Gisela Ulloa, Adaly Calixto, Hillary Espinoza, Elkin Ulloa, Felipe Calderón y Elkin Salazar y sus entrenadores: Julio Yaque, Abel Hernández y Mayra Salazar. 

#### Taekwondo
Los entrenamientos tienen lugar en el Parque del El Ocho, de 15h00 a 17h00
Luis Enríquez, de Tulcán, se desempeñó como Vicepresidente de Taekwondo con una larga trayectoria como atleta y entrenador, Cuarto DAN, el TKD ecuatoriano , Segundo DAN por kuki won, DAN, por el Mundial de Hapkido, el es quien está al frente de la Escuela, desde hace años, y claro el se encarga de formar grandes atletas que han hecho la gloria la provincia de Carchi como Joel Carrera, campeón nacional, tiempos, Paul Fuertes, vicecampeón nacional, Brighitte Vaca, vicecampeón Jairo Nazate, este último bronce en los Juegos Juveniles 2019.

#### Atletismo
El atletismo es una parte importante para mantenerse en forma y saludable. No solo nos ayuda a reducir el estrés, sino que también nos permite desafiar nuestras capacidades físicas y mentales. Ya sea que estemos entrenando para un maratón o simplemente corriendo por el parque, el atletismo puede ayudarnos a alcanzar nuestras metas personales y mantener nuestro bienestar. Ya sea que seamos corredores, nadadores o ciclistas competitivos, el atletismo juega un papel integral en la forma en que nos mantenemos en forma y motivados.
Este deporte mayormente se los practica en eventos intercolegiales 

#### Patinaje
El patinaje es una actividad física que requiere equilibrio, coordinación y agilidad. Sus movimientos característicos a menudo se incorporan a interpretaciones artísticas de música, cultura, arte, moda y más. Hoy en día, el patinaje se puede encontrar en múltiples formas, como patinaje sobre ruedas, patinaje sobre hielo, patinaje artístico y patinaje en línea. Existen numerosos lugares en todo el mundo donde las personas pueden experimentar esta emocionante actividad todos los días.
En la provincia del Carchi se practica el patinaje sobre ruedas, varios eventos se realizan anualmente en el Velódromo Ciudad de Tulcán.
Uno de los deportistas más representativos de la provincia es:
Jorge Jota Bolaños
- Campeonato Mundial, dos medallas de plata.
- Juegos Sudamericanos, plata y bronce.
- Campeonato Panamericano, oro en los 10.000, oro en la maratón, plata en los 10.000 eliminación, plata en los 10.000 puntos, plata en los 15.000 eliminación ruta.

#### BMX
El BMX, o motocross en bicicleta, comenzó como deporte en las décadas de 1960 y 1970, cuando los niños del sur de California comenzaron a correr sus bicicletas en pistas de motocross. Desde entonces, BMX se ha extendido por todo el mundo y se ha convertido en un pasatiempo cada vez más popular tanto para niños de todas las edades como para sus padres. La historia de BMX es una historia de innovación desde sus inicios hasta el día de hoy.
El BMX es un deporte olímpico, con ciclistas de todo el mundo compitiendo en carreras, demostraciones y concursos de estilo libre.
En el Carchi cuando se habla de bicicrós el principal escenario es la pista del parque del 8, año tras año aquí se llevan a cabo campeonatos provinciales y nacionales, estas competencias atraen visitantes de todo el Ecuador y generan movimiento en la economía de la provincia.
Existen las diversos objetos o equipamiento de seguridad que los deportistas deben usar para sus sesiones de práctica y competencias de BMX. Cubriremos artículos como casco, rodilleras, coderas, guantes de tela o plástico y zapatos especiales. La bicicleta tiene que estar en buenas condiciones para evitar accidentes.
En el calendario deportivo del municipio de Tulcán se establece los siguientes eventos:
- Competencia Striders – 15 de mayo del 2023.
- Final Nacional – 15 y 16 de octubre del 2023 .

#### Ajedrez
El ajedrez es uno de los juegos de mesa más antiguos y cautivadores que ha entretenido a la gente durante siglos. Se cree que se originó en la India durante el siglo VI, o posiblemente incluso antes. Con sus reglas intrincadas y piezas simples, un juego de ajedrez puede ser una emocionante batalla de estrategia entre oponentes. Las características del juego, incluido su movimiento basado en escenarios, piezas especializadas y un número limitado de movimientos en cada turno, hacen del ajedrez uno de los juegos más populares en todo el mundo en la actualidad.

#### Ecuavóley
Ecuavóley es un deporte tradicional de Ecuador que existe desde hace cientos de años. Es exclusivo de Ecuador y es reconocido como uno de sus deportes nacionales.
Ha evolucionado con el tiempo, pero las reglas básicas siguen siendo las mismas: Se juega con posiciones bien definidas: el boleador, que cubre toda el área trasera, el servidor y el colocador, quien clava la pelota —se usan balones de fútbol— en la cancha de la otra escuadra. Para esto debe saltar una red de 2,8 metros de alto, en un campo de 9 por 18.  Las características que diferencian a este juego son el uso de una pelota de fútbol y la velocidad a la que se puede jugar. Puede tener un ritmo extremadamente rápido y requiere buena concentración, agilidad y capacidad atlética para jugar bien.
Tradicionalmente se jugaba en playas de arena o césped, pero ahora se lleva a cabo principalmente en canchas especialmente diseñadas rodeadas de paredes o redes para que los jugadores no pierdan de vista la pelota cuando juegan peloteos más rápidos.
En toda la provincia, puede ser practicado desde los diferentes barrios de las ciudades, en tres amigos y grandes apuestas de dinero, hasta campeonatos Inter parroquiales.

### Otros lugares de interés turístico

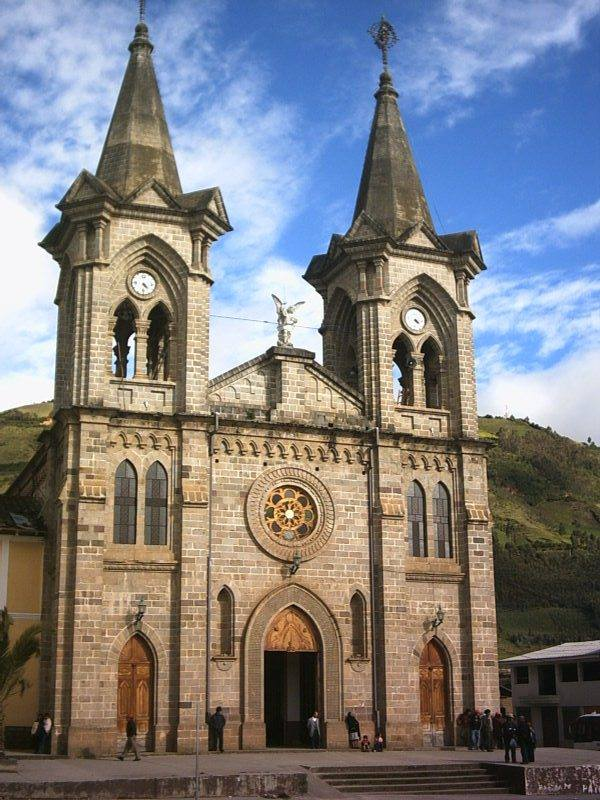
Iglesia de El Ángel

- Lagunas "El Voladero". El Ángel
- Los Tres Chorros. Tulcán
- Iglesia de El Ángel
- Ecoparque - Tulcán
- Mirador del Ciclista
- Mercado Plaza Central del Tulcán
- El Quitasol
- Casa de Richard Carapaz

### Gastronomía
- Cuy
- Llapingachos
- Caldo de gallina
- Bizcochos o bizcochuelos
- Champús
- Miel con quesillo

#### Hornado Pastuso
Cerdo preparado en hornos de leña acompañado con papas cocinadas, mote y lechuga, se sirve con un caldillo que sale de la misma preparación en horno, la particularidad del hornado pastuso es que tiene toques salados, a diferencia de las preparaciones internas del país que se lo hace de una forma o preparación dulce. Su característico nombre “pastuso” se debe a los pueblos que habitaron por esta zona.
Para preparar el hornado pastuso los ingredientes que se necesitan son: 1 chancho entero, 10 litros de Agua, 10 cebollas paiteñas, 10 cebollas (blanca larga), 30 dientes de ajo, 1 aj, porción de cilantro, sal al gusto y una porción de comino.
Se debe licuar los siguientes ingredientes las cebollas, ajos, ají, las hierbas, sal y comino con los 10 litros de agua, de esta manera se obtiene una mezcla, la misma que deberá ser vertida sobre el cerdo, mismo que se deberá extender en la lata de horno, al final de colocar todos los ingredientes se deberá cubrir con papel aluminio, la cocción durará por lo menos 12 horas en un horno de leña, hay que evitar  que se dore y que su carne quede totalmente cocinada y blanca, esto para evitar enfermedades que están presentes en la carne de este animal, una vez superado el tiempo de cocción se debe hacer porciones los acompañantes como la papa cocinada con cáscara, el mote cocido y por supuesto el toque especial de una lechuga fresca.